# Трістан Тцара
Трістан Тцара (фр. Tristan Tzara), власне Самуель Розеншток (рум. Samuel Rosenstock, Samy Rosenstock, 16 квітня 1896, Мойнешть, Румунія — 24 грудня 1963, Париж) — румунський і французький письменник єврейського походження, засновник дадаїзму.
1916 року разом з Гансом Арпом та Гуґо Балем він заснував Цюрихську групу дадаїзму. Тцара належить авторство перших дадаїстських текстів, таких як «Перша небесна пригода пана Антипіріна» (La Première aventure céleste de Monsieur Antipyrine, 1916) та «Двадцять п'ять поезій» (Vingt-cinq poèmes, 1918), «Сім маніфестів дадаїзму» (Sept manifestes Dada, 1924). Він також брав участь у дадаїстських виставах у кабаре «Вольтер». Тцара винайшов жанр симультанного вірша, таким є, наприклад його текст «Адмірал шукає будинок для оренди» (L'Amiral cherche une maison à louer).
1919 року Тцара переїхав до Парижа, де активно співпрацював з Андре Бретоном, Філіпом Супо та Луї Арагоном. Група шокувала публіку спробою дезінтеграції мовних структур. Близько 1930 року Тцара звернувся до методів сюрреалізму. 1931 року він опублікував низку текстів, присвячених сюрреалізму (Essai sur la situation de la poésie, Der approximative Mensch, 1933: L'Antitête, 1935: Grains et issues).
Тцара брав участь у громадянській війні в Іспанії. 1936 року вступив до Комуністичної партії Франції. Під час Другої світової війни був активним учасником руху опору. Після війни Тцара цікавився переважно сучасними темами й екзистенційними проблемами (1946: Terre sur terre, 1950: De Mémoire, Parler seul, 1953: La Face intérieure).
1956 року вийшов з Комуністичної партії Франції на знак протесту проти придушення радянськими військами Угорської революції 1956 року.
Трістан Тцара помер 24 грудня 1963 року й похований на цвинтарі Монпарнас у Парижі.

## Ім'я
Починаючи з дебюту і на початку 1910-х років Тцара підписувався псевдонімом С. Саміро, який є частковою анаграмою від Самі Розеншток. Низку недатованих творів, написаних, ймовірно, ще 1913 року, він підписав Трістан Руйа, а влітку 1915 року він підписував твори ім'ям Трістан.
У 1960-х роках товариш, а згодом суперник, Розенштока, Йон Віня, твердив, що саме він 1915 року придумав Tzara як частину псевдоніма. А ще, зі слів Віня, Тцара хотів зберегти Tristan як нове офіційне ім'я, і через це згодом з'явився «ганебний каламбур» Triste Âne Tzara (з французької «сумний осел Тцара»). Ця версія подій є сумнівною, адже рукописи свідчать, що письменник, можливо, в 1913—1914 роках вже використовував повне ім'я, а також його варіації Tristan Țara і Tr. Tzara (хоча існує ймовірність, що він підписав ті тексти через тривалий час після того, як записав їх на папері).
1972 року мистецтвознавець Серж Фошеро, на підставі інформації, отриманої від Коломби, дружини поета-авангардиста Іларіє Воронки, переказував, що сам Тцара пояснював своє обране ім'я як румунський каламбур trist în țară, що означає «сумний у країні». А ще Коломба Воронка відкидала чутки про те, що нібито Тцара обрав Трістан як вияв пошани до поета Трістана Корб'єра або ж опери Вагнера «Трістан та Ізольда». Самі Розеншток юридично прийняв нове ім'я 1925 року, подавши запит до Міністерства внутрішніх справ Румунії. У Румунії його їм'я стали повсюдно вимовляти на французький взір, замість природнішого румунського прочитання țara («земля», ˈt͡sara).

## Життєпис

### Дитинство і роки в журналіSimbolul
Тцара народився в місті Мойнешть (повіт Бакеу) в історичному регіоні Румунської Молдови. Його батьки були румунськими євреями, які, за переказами, розмовляли їдиш як рідною мовою. Батько Філіп і дід Іліє вели бізнес у галузі лісового господарстві. Матір Тцари звали Емілія Розеншток (до шлюбу Зібаліс). Через дискримінаційні закони Румунського королівства Розенштоки не були емансиповані, тож до 1918 року Самуель не мав у Румунії повних громадянських прав.
В одинадцять років Тцара переїхав до Будапешта, де відвідував школу-інтернат Schemitz-Tierin. Вважають, що молодий Тцара завершив свою середню освіту в державній школі, яку ідентифікують як Saint Sava National College, або ж як Sfântul Gheorghe High School. У жовтні 1912 року 16-річний Тцара разом зі своїми друзями Віня та Марчелем Янко почав видавати журнал «Simbolul». За наявними даними, кошти надавали Янко та Віня. Як і Віня, Тцара приятелював з їхнім молодим колегою Жаком Ґ. Костеном, який згодом став його палким шанувальником і всіляко його підтримував.
Попри молодий вік, ці троє видавців змогли залучити до співпраці визнаних румунських символістів. Окрім їхнього близького друга і наставника Адріана Маніу (імажиста, який був учителем Віня), до списку авторів увійшли: Ніколае Давідеску, Альфред Гефтер, Еміль Ісак, Клаудія Мілліан, Йон Мінулеску, Іон Раску, Eugeniu Sperantia, Ал. Т. Стамантіад, Еуґеніу Штефенеску-Ест, Константін Т. Стойка, а також журналіст і юрист Poldi Chapier. У першому номері журналу навіть з'явився вірш одного з провідних представників румунського символізму Александру Мачедонскі. Крім того, Simbolul містив ілюстрації Маніу, Мілліана та Іосифа Ісера.

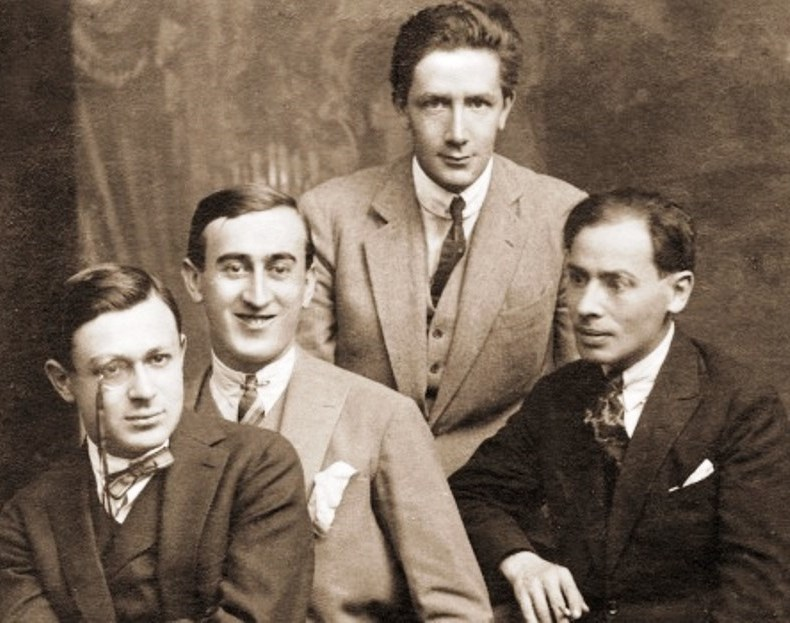
Коло Chemarea в 1915 році. Зліва направо: Тцара, Макс Германн Максі, Віня і Жак Ґ. Костен

Хоча журнал припинив виходити вже в грудні 1912 року, він відіграв важливу роль у формуванні тогочасної румунської літератури. Історик літератури Паул Чернат розглядає Simbolul як основний етап у румунському модернізмі і вважає його першим кроком у переході від символізму до радикального авангарду. Далі Маніу полишив групу і після творчих пошуків повернувся до традиційніших принципів, а Тцара, Янко і Віня продовжили співпрацю. У 1913-1915 роках вони часто відпочивали разом на узбережжі Чорного моря або в маєтку родини Розеншток у комуні Гирчень (повіт Васлуй). У той час друзі писали вірші на схожі теми з алюзіями один на одного.

### ЖурналChemareaі переїзд до Швейцарії
Творчий шлях Тцари змінив свій напрям між 1914 і 1916 роками, коли Румунське королівство утримувалось від участі в Першій світовій війні. Восени 1915 року Віня, як засновник і редактор недовговічного журналу Chemarea, опублікував два вірші свого друга, що стали першими друкованими творами з підписом Tristan Tzara. У той час молодий поет, як і багато його друзів, був поборником антивоєнного й антинаціоналістичного руху, у якому дедалі частіше лунали голоси, спрямовані взагалі проти підвалин тодішнього суспільства. Журнал Chemarea був майданчиком для публікацій матеріалів, які пропагували таку позицію. Зі слів румунського письменника-авангардиста Клода Серне, журнал «відрізнявся від усього, що було надруковано в Румунії доти».
1914 року Тцара вступив до Бухарестського університету, де вивчав математику і філософію, однак не закінчив навчання. Восени 1915 року він полишив Румунію і вирушив до Цюриха в нейтральну Швейцарію. Янко і його брат Жуль оселилися там на кілька місяців раніше, і згодом до них ще приєднався старший брат Георге. Тцара, який можливо подав заяву на вступ на філософський факультет місцевого університету, ділив у Altinger Guest House житло з Марселем Янко, який був тоді студентом Федеральної вищої технічної школи Цюриха (на 1918 рік Тцара вже переїхав у Limmatquai Hotel). Його виїзд з Румунії, як і братів Янко, можливо був почасти пацифістським політичним жестом. У Швейцарії молодий поет майже повністю відкинув румунську як мову творчості й відтоді більшість творів написав французькою. Написані раніше вірші, які були своєрідним діалогом між ним і його другом, він залишив на догляд Віня. Більшість із них вийшли друком лише в міжвоєнний період.

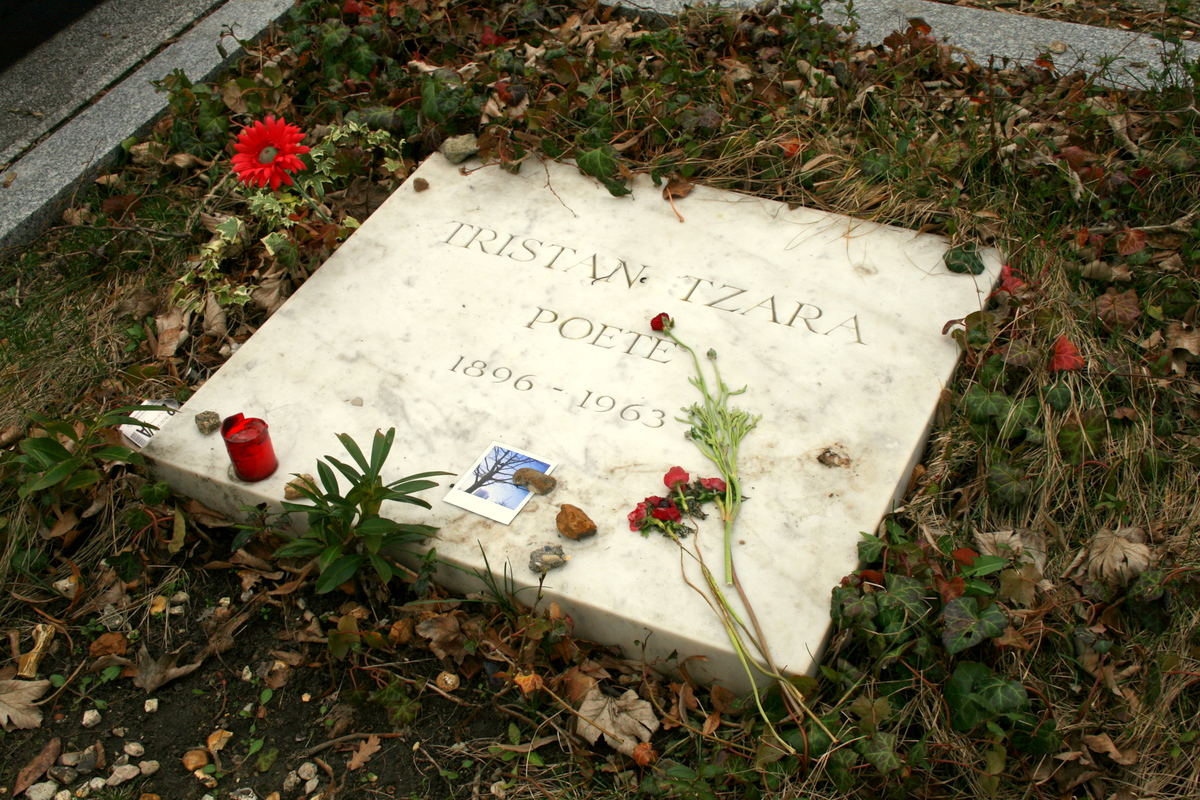
Могила Трістана Тцари на цвинтарі Монпарнас

Саме в Цюриху румунська група зустрілася з німецьким поетом-анархістом Гуґо Балем і його молодою дружиною Еммі Хеннінгс, виконавицею вар'єте. У лютому 1916 року Баль орендував задню кімнату забігайлівки Hollandische Meierei у його власника, Яна Ефраїма, з наміром використовувати це приміщення для перформансів та виставок. Так з'явилось кабаре Вольтер. У своїх нотатках про цей період Гуґо Баль зазначив, що Тцара і Марсель Янко, а також Ганс Арп, Артур Сегал, Отто ван Реес, Макс Оппенгеймер і Марсель Слодкі, «радо погодилися взяти участь у кабаре». Зі слів Баля, поміж пісенних номерів, що наслідували різні національні фольклори, або черпали з них натхнення, «герр Трістан Тцара читав румунську поезію». Баль згадує, що наприкінці березня до групи приєднався німецький письменник і барабанщик Ріхард Гюльзенбек. Він незабаром долучився до «симультаністських віршів» Тцари, «найперших у Цюриху і всьому світі», що їх також виконували двоє ентузіастів кубізму: Фернан Дівуар і Анрі Барзун.

## Народження Дада

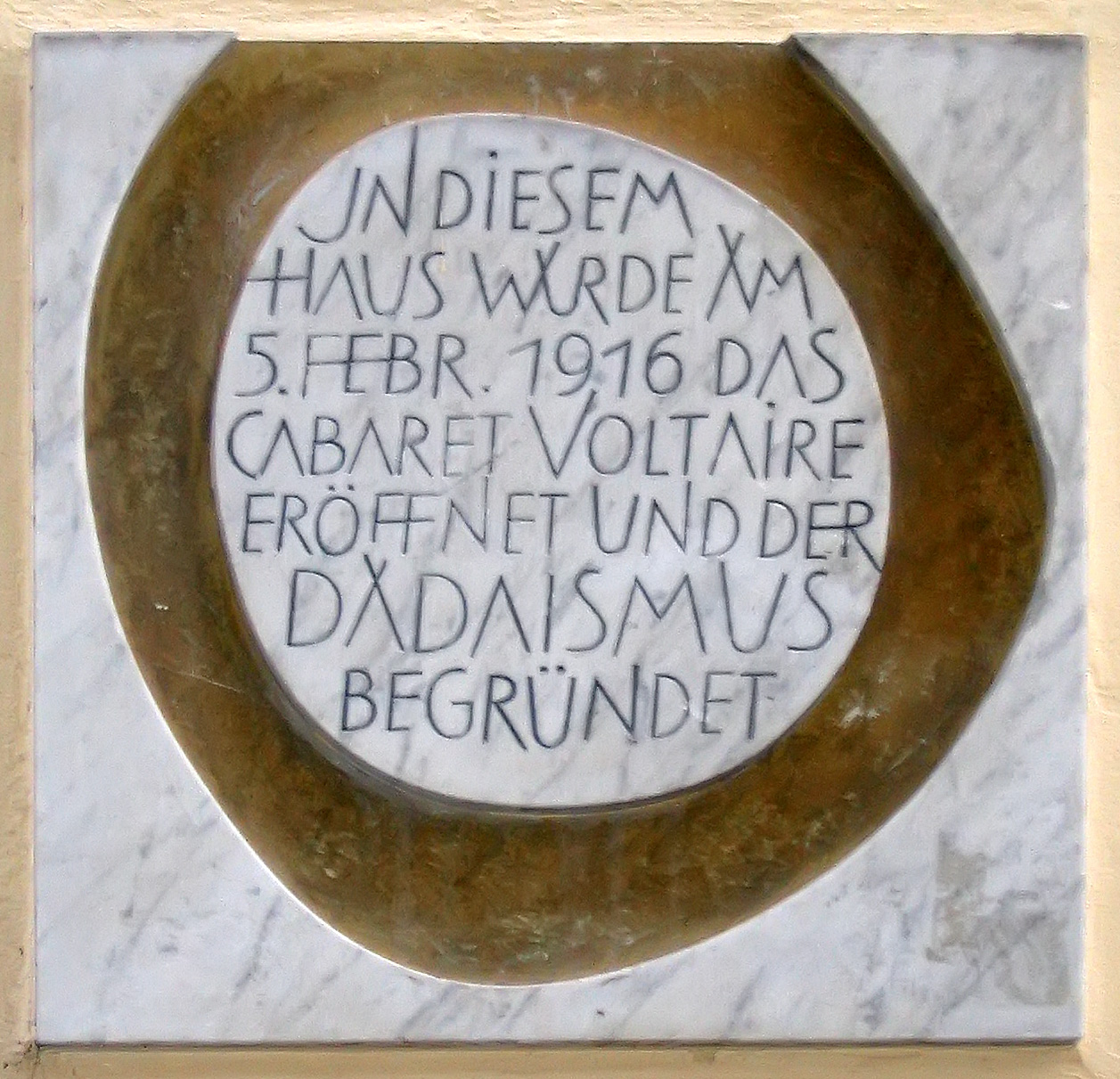

Саме в цьому середовищі народився Дада. Це відбулося в якийсь момент перед тим, як у травні 1916 року вперше вийшла друком однойменна публікація. Тцара та його колеги по перу по-різному описують історію створення цього руху. Чернат вважає, що перший дадаїстський перформанс відбувся ще в лютому, коли дев'ятнадцятирічний Тцара з моноклем в оці вийшов на сцену кабаре Вольтер, де почав співати сентиментальні мелодії й вручати «шокованим глядачам» жмаки паперу. Потім звільнив сцену акторам у масках на ходулях і повернувся вже в клоунському костюмі. Після закриття кабаре Вольтер, подібні перформанси, починаючи з літа 1916 року, відбувалися на Zunfthaus zur Waag. Зі слів історика музики Бернарда Ґендрона, поки воно існувало, «кабаре Вольтер було дада. Не було жодного альтернативного закладу чи місця, які могли б відділити „чисте“ дада від його простого супроводу [ … ], і нікому не було таке місце потрібне». Інші пов'язують зародження дада з набагато ранішими подіями, зокрема експериментами Альфреда Жаррі, Андре Жіда, Крістіана Морґенштерна, Жана-П'єра Бріссе, Ґійома Аполлінера, Жака Ваше, Марселя Дюшана та Франсіса Пікабіа.
У першому маніфесті руху Баль писав: «[ця брошура] покликана познайомити громадськість з діяльністю та інтересами „Кабаре Вольтер“, чия єдина мета - привернути увагу, попри перепони війни й націоналізму, - до кількох незалежних особистостей, які живуть заради інших ідеалів. Наступна мета митців, що зібралися тут, - видавати ревю інтернасьональ [з французької: міжнародний журнал]». Баль завершив своє послання французькою, і той параграф перекладається так: «Журнал виходитиме в Цюриху і називатиметься „Dada“ („Dada“). Dada Dada Dada Dada». Письменник Вальтер Зернер дотримувався погляду, що саме Баль створив Дада. Він прямо звинуватив Тцару в зловживанні ініціативою Баля.
Додатковим предметом суперечки між засновниками «дада» стало питання, хто саме придумав назву руху, яка, зі слів художника і есеїста Ганса Ріхтера, вперше з'явилась друком у червні 1916 року. Баль запевняв, що саме він автор, і що вибрав це слово навмання зі словника. Він пояснює, що з французької мови воно перекладається як «дерев'яний коник», а в німецькій виражає втіху дітей від заколисування. Сам Тцара не виказав інтересу до цієї суперечки, втім Марсель Янко саме йому приписував винайдення цього терміна. Дада-маніфести, які Тцара написав самостійно або в співавторстві, засвідчують, що ця назва має багато міжмовних омонімів, зокрема: слово в західноафриканських мовах кру, яке означає "хвіст священної корови"; іграшка та слово «мати» в невказаному діалекті італійської; подвійне «гаразд», «так» у Румунській та низці слов'янських мов.

### Популяризатор дадаїзму
Перед закінченням війни Тцара взяв на себе роль головного популяризатора і лідера дада, допомагаючи швейцарській групі створювати філії в інших європейських країнах. Тоді ж стався перший конфлікт у групі: посилаючись на непримиренні розбіжності з Тцарою, її покинув Баль. Ґендрон твердить, що після його відходу Тцара зумів перетворити схожі на водевіль перформанси дада в щось ближче до «запального, і водночас жартівливо провокаційного театру».
Йому часто приписують, що він надихнув долучитися до групи багатьох молодих письменників-модерністів з-поза меж Швейцарії, зокрема, французів Луї Арагона, Андре Бретона, Поля Елюара, Жоржа Рібемона-Дессаньє і Філіппа Супо. Ріхтер, який тоді ж познайомився з дада, зазначає, що ці інтелігенти нерідко «ставились дуже прохолодно і відсторонено до цього нового напряму», поки до них не звернувся румунський письменник. У червні 1916 року він став редактором і керівником часопису Дада, який прийшов на зміну журналу-одноденці «кабаре Вольтер». Ріхтер запевняє, що його «енергія, пристрасть і талант до цієї роботи» задовольняли всіх дадаїстів. Його коханкою була тоді Майя Крушек, учениця Рудольфа Лабана; зі слів Ріхтера, їхні стосунки завжди були нестійкими.
Вже 1916 року Трістан Тцара дистанціювався від італійських футуристів, відкинувши мілітаристську й протофашистську позицію їхнього лідера Філіппо Томмазо Марінетті. Ріхтер зазначає, що на той час дада вже замінив футуризм у ролі лідера модернізму, але й далі спирався на його вплив: «ми проковтнули футуризм — кістки, пір'я та все інше. Направду, в процесі травлення всілякі там кістки та пір'я зригнулися». Попри це і той факт, що дада не досягли жодного успіху в Італії, Тцара відносив до дадаїстів поетів Джузеппе Унгаретті і Альберто Савініо, художників Джино Кантареллі і Альдо Фіоцці, а також кількох інших італійських Футуристів. Серед італійських митців, які підтримували дадаїстські маніфести і співпрацювали з групою дада, був поет, художник і в майбутньому фашистський расовий теоретик Юліус Евола, який заприятелював з Тцарою.
Наступного року Баль і Тцара відкрили постійну виставку під назвою Галерея дада, завдяки якій вони встановили контакти з незалежним італійським художником Джорджо де Кіріко, а також німецьким експресіоністським журналом Дер штурм. Всіх їх описували як «батьків дада». У ті ж місяці, і, ймовірно, завдяки зусиллям Тцари, група Дада організувала перформанс Сфінкс і Опудало - лялькову виставу австро-угорського експресіоніста Оскара Кокошки, якого Тцара відрекомендував як приклад «театру дада». А ще він контактував з журналом Nord-Sud, що належав французькому поетові П'єрові Реверді (який прагнув об'єднати всі авангардні напрямки), і опублікував статті про африканське мистецтво в Nord-Sud і журналі П'єра Альбера-Біро SIC. На початку 1918 року через Гюльзенбека дадаїсти Цюриха налагодили зв'язки зі своїми відверто лівішими учнями в німецькій Імперії: Ґеорґом Ґроссом, Джоном Гартфілдом, Йоганнесом Баадером, Куртом Швіттерсом, Вальтером Мерінґом, Раулем Гаусманном, Карлом Айнштайном, Францем Юнґом, а також Гартфілдовим братом Віландом Герцфельде. В товаристві Бретона, Супо і Арагона Тцара побував у Кельні, де ознайомився з ускладненими колажами Швіттерса і Макса Ернста, які показав своїм колегам у Швейцарії. Утім, Гюльзенбек не затвердив членство Швіттерса в берлінському Дада.
Як підсумок своєї агітації Тцара створив список так званих «президентів дада», що представляли різні регіони Європи. За даними Ганса Ріхтера, цей список, опріч самого Тцари, містив широкий діапазон особистостей: від Ернста, Арпа, Баадера, Бретона і Араґона до Крушек, Еволи, Рафаеля Лассо де ла Веги, Ігоря Стравинського, Вісенте Уйдобро, Франческо Меріано і Теодора Френкеля. Ріхтер зазначає: «я не певен, що всі, хто до нього увійшов, погодились би з такою характеристикою».

### Закінчення Першої світової війни
Шоу, які влаштовував Тцара в Цюриху, часто оберталися скандалами й сутичками, і він перебував у постійному конфлікті зі швейцарськими правоохоронцями. Ганс Ріхтер говорить про «задоволення ображати буржуазію, яке в Трістана Тцари набуло вигляду холодно (або зопалу) розрахованої зухвалості» (див. Épater la bourgeoisie). Одним із таких жартів над визнаними митцями стала публікація Тцарою і Арпом жартівливого повідомлення, що нібито вони збираються битися на дуелі в Rehalp, неподалік від Цюриха, і що їхнім свідком буде популярний письменник Якоб Хрістоф Гер. Крім того, Ріхтер повідомляє, що його румунський колега наживався на воєнному нейтралітеті Швейцарії, підіграючи то союзникам, то центральним державам. Обидві сторони, розглядаючи Тцару як засіб пропаганди, надавали йому твори мистецтва й кошти. Не припиняючи популяризаторської діяльности, 1918 року Тцара опублікував свій перший том вибраної поезії Vingt-cinq poèmes («Двадцять п'ять віршів»).
Важлива подія відбулася восени 1918 року, коли Франсіс Пікабіа, який був тоді видавцем журналу 391 і віддаленим компаньйоном дада, відвідав Цюрих, де ознайомив колег зі своїми нігілістичними поглядами на мистецтво і розум. У США Пікабіа, Ман Рей і Марсель Дюшан вже раніше створили в Нью-Йорку свою власну версію дада. Тільки 1921 року представники цього гуртка прагнули опікунства Тцари, коли жартома попросили дати дозвіл на використання «Дада» як власної назви (на що Тцара відповів: «Дада належить усім»). На думку Ріхтера, цей візит не лише підвищив статус румунського автора, але й змусив його «раптом полишити позицію балансування на грані між мистецтвом і антимистецтвом і вийти в стратосферні регіони чистого і радісного небуття». Після цього в Saal zur Kaufleutern відбувся останній великий виступ руху Дада в Швейцарії, з хореографією Сюзанни Перротте та Софі Тойбер-Арп, і за участі Кете Вульф, Ганса Хойссера, Тцари, Ганса Ріхтера і Вальтера Сернера. Саме там Сернер зачитував своє есе 1918 року, сама назва якого обстоювала Letzte Lockerung («Остаточний розпад»): вважають, що саме це спричинило бійку, під час якої глядачі напали на виконавців і змогли перервати, але не скасувати виступ.
Після перемир'я з Німеччиною в листопаді 1918 року, еволюція дада визначалася політичними подіями. У жовтні 1919 року Тцара, Арп і Отто Флаке почали видавати журнал Der Zeltweg, спрямований на подальшу популяризацію дада у післявоєнному світі, де кордони знову стали відкритими. Ріхтер визнає, що журнал був «досить стриманий», а також зазначає, що Тцара і його колеги зазнали впливу комуністичних революцій, особливо Жовтневого перевороту і німецьких бунтів 1918 року, які «збурили людські уми, розвели їхні інтереси й відвернули енергію в бік політичних змін». Однак, той же коментатор відкидає ті повідомлення, які, на його думку, змусили читачів вважати, що Der Zeltweg був «асоціацію революційних митців». За інформацією історика Роберта Леві, Тцара приятелював з групою румунських студентів-комуністів, тож можливо тоді познайомився з Анною Паукер, яка згодом стане однією з найпомітніших активістів Румунської комуністичної партії.
Приблизно 1919 року Арп і Янко відійшли від руху, створивши під впливом конструктивізму майстерню Дас Нойє Лебен. У Румунії колишній Тцаровий соратник Віня неоднозначно сприйняв дада. Він з симпатією ставився до його мети, цінував Гуґо Баля та Геннінґс і обіцяв адаптувати власні твори до вимог руху, однак водночас закликав Тцару і Янко до більшої ясности. Віня попросив Тцару з колегами опублікувати його вірш Doleanțe («Образи»), однак його відхилили. Критики пояснюють це контрастом між стриманістю цього твору і революційними принципами дадаїзму.

### Паризьке дада
Наприкінці 1919 року Трістан Тцара покинув Швейцарію, щоб разом з Бретоном, Супо і Клодом Рів'єром видавати паризький журнал Littérature. Його, тоді вже наставника французького авангарду, зі слів Ханса Ріхтера, сприймали як «Анти-Месію» і «пророка». Нібито за версією дада-міфології він прибув до столиці Франції на білосніжній або ліловій автівці і в супроводі захоплених натовпів та спалахів феєрверків проїхав по бульвару Распай через Тріумфальну арку зроблену з його власних памфлетів. Натомість, Ріхтер твердить, що насправді Тцара йшов пішки від Східного вокзалу додому до Пікабіа, і ніхто не чекав на його прибуття. 
Його часто називають головною постаттю в колі Littérature, і вважають, що саме він змусив журнал чіткіше дотримуватися художніх принципів у дусі Дада. Коли в Парижі Пікабіа почав видавати нову серію журналу 391, то Тцара йому допомагав і, як каже Ріхтер, випускав номери журналу «прибрані […] у всі кольори Дада». Крім того, видавав свій власний журнал Дада, надрукований у Парижі але в тому самому форматі, перейменував його на Бюлетень Дада, а потім Dadaphone. Приблизно тоді ж він познайомився з американською письменницею Ґертрудою Стайн, яка згодом напише про нього в Автобіографії Еліс Б. Токлас, а також з подружжям художників Робером і Сонею Делоне (разом з якими працював над «віршами-сукнями» та іншими симультаністськими літературними творами).
Тцара взяв участь у численних дада-експериментах, над якими працював разом з Бретоном, Арагоном, Супо, Пікабією та Полем Елюаром. Крім того, на цьому етапі з Дада контактували Жан Кокто, Поль Дермі і Раймон Радіґе. Перформанси у виконанні Дада часто призначались для популяризації принципів руху, а його учасники й далі привертали до себе увагу містифікаціями та хибною рекламою, наприклад оголосивши, що голлівудська кінозірка Чарлі Чаплін збирається з'явитися на сцені в їхньому шоу, або ж, що голитимуть голову чи стригтимуть волосся на сцені. Іншого разу, Тцара і його соратники читали лекції в Університеті народного руху виробничникам, які, за повідомленнями, залишились байдужі, від слова взагалі. Ріхтер вважає, що, ідеологічно Тцара все ще був у боргу перед нігілістичними та анархістськими поглядами Пікабії (зо зумовили атаки дадаїстів на всі політичні та культурні ідеології), утім водночас це передбачало певну симпатію до робітничого класу. 
Діяльність Дада в Парижі сягнула кульмінації в березні 1920 року, коли в Théâtre de l'Œuvre відбулося вар'єте, під час якого зачитано вірші Бретона, Пікабіа, Дермі, а також раніший твір Тцари La Première aventure céleste de M. Antipyrine («Перша небесна пригода пана Антипірина»). А ще прозвучала мелодія Тцари Vaseline symphonique («Симфонічний вазелін»), під час якої десять чи двадцять осіб кричали висхідною гамою «кра» і «крі». Скандал вибухнув коли Бретон читав твір Пікабії Manifeste cannibale («Канібальський Маніфест»), лаючись на глядачів та насміхаючись з них, а ті у відповідь почали кидати гнилі фрукти на сцену.
У Румунії феномен Дада вперше помітили лише 1920 року, й зустріли його загалом негативно. Історик-традиціоналіст Ніколае Йорга, популяризатор символізму Овід Денсусяну, а також стриманіші модерністи Камил Петреску і Бенжамен Фондан відмовилися визнати його за повноцінний прояв мистецтва. Хоч Віня і перебував у рамках традиції, та все ж захищав цей підривний рух перед лицем серйознішої критики і відкидав поширену чутку, що нібито під час війни Тцара був агентом впливу Центральних держав. Еуджен Ловінеску, редактор Sburătorul і один з суперників Віня на модерністській сцені, визнав факт впливу Тцари на молодих письменників-авангардистів, але лише побіжно проаналізував його твори, взявши за приклад один із віршів ще до етапу дада, і зобразивши його як прихильника літературного «екстремізму».

### Застій Дада

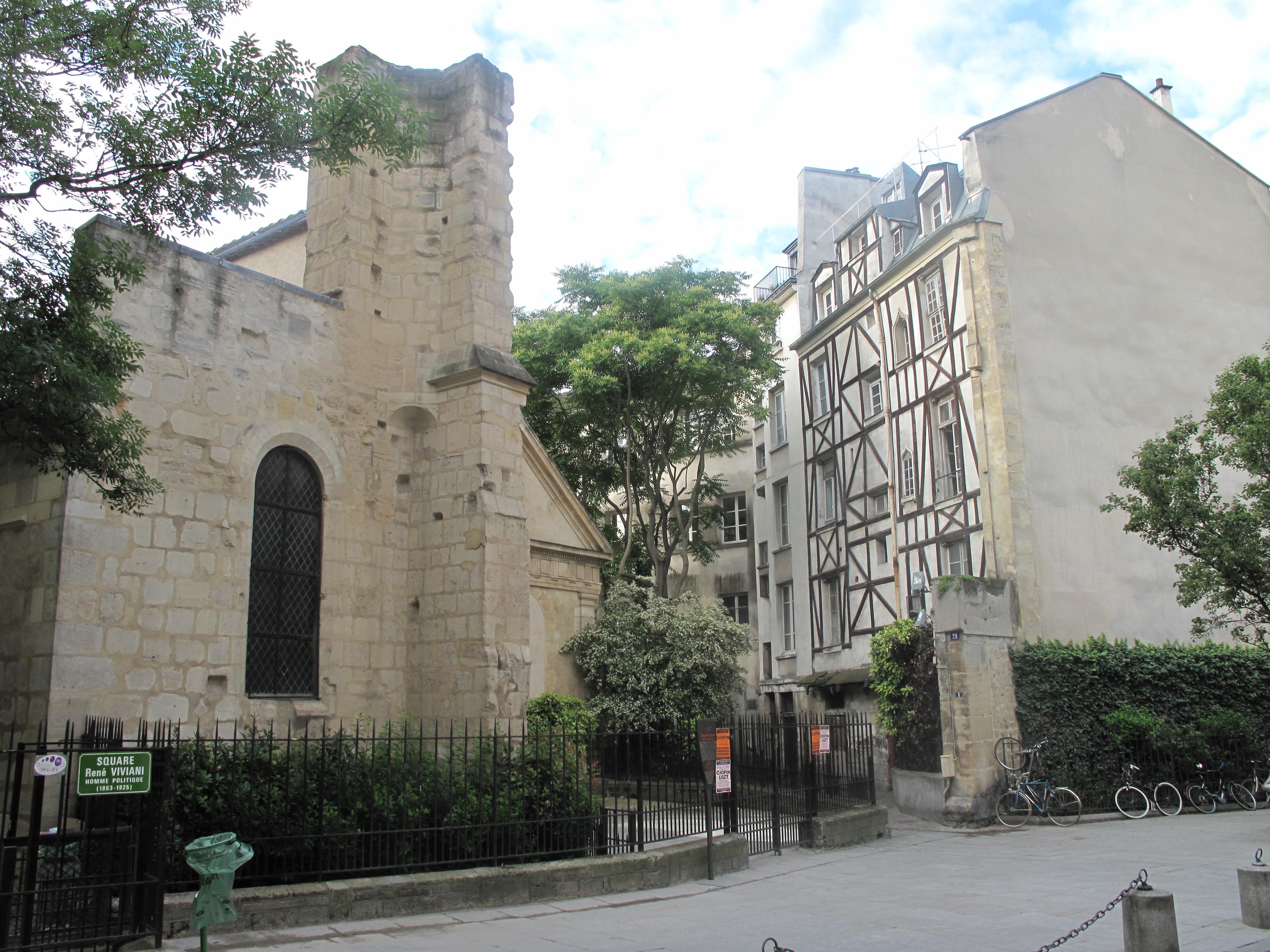
Сен-Жюльєн-ле-Повр, де 1921 року відбулася «дада-екскурсія»

Станом на 1921 рік Тцара вже втягнувся в конфлікти з іншими учасниками руху, які, на його думку, відійшли від духу Дада. Його атакували берлінські дадаїсти, зокрема, Гюльзенбек і Сернер, перший з яких конфліктував ще й з Раулем Гаусманном через статус лідера. Зі слів Ріхтера, напруженість між Бретоном і Тцарою виникла 1920 року, коли Бретон вперше висловив бажання покласти край музичним виступам і ствердив, що румун займається просто самоповторами. Виступи Дада були тоді вже такі поширені, що глядачі самі чекали на образи з боку виконавців. 
Серйозніша криза сталася в травні, коли Дада інсценував суд над Морісом Барресом, чия попередня співпраця з символістами була затьмарена антисемітизмом і реакційною позицією: Жорж Рібемон-Дессаньє був прокурором, Арагон і Супо - адвокатами, а Тцара, Унгаретті, Бенжамен Пере та інші - свідками (замість Барреса поставили манекен). Пере одразу ж засмутив Пікабію і Тцару, відмовившись зробити суд абсурдним, а натомість ввівши політичний підтекст, з чим, однак, погодився Бретон. У червні Тцара і Пікабіа зчепилися один з одним, після того як Тцара висловив думку, що його колишній наставник стає надто радикальним. Того ж літа Бретон, Арп, Ернст, Майя Крушек і Тцара були в австрійському Імсті, де вони як єдина група опублікували свій останній маніфест Dada au grand air («Дада на відкритому повітрі») або Der Sängerkrieg in Tirol («Битва співаків у Тиролі»). Тцара відвідав ще й Чехословаччину, де, за повідомленнями, сподівався знайти прихильників на свій бік.
Того самого 1921 року Йон Віня написав статтю для румунської газети Adevărul, у якій твердив, що рух Дада вичерпав себе (хоча, в листах до Тцари він і далі просив друга, щоб той повернувся додому й поширював свої погляди там). Після липня 1922 року Марсель Янко почав разом з Віня видавати Contimporanul, де виходили деякі ранні вірші Тцари, але не було жодного дадаїстського маніфесту. Як повідомляється, конфлікт між Тцарою і Янко мав особистий підтекст: Янко згодом згадував про «кілька запеклих суперечок» зі своїм колегою. Решту життя вони уникали один одного, а Тцара навіть повикреслював присвяти Янко зі своїх ранніх віршів. Юліус Евола також розчарувався в тому, що Дада цілковито відкидав традицію, і розпочав свій власний пошук альтернативи, ставши на шлях, який пізніше привів його до езотерики і фашизму. 

### Вечір бородатого серця

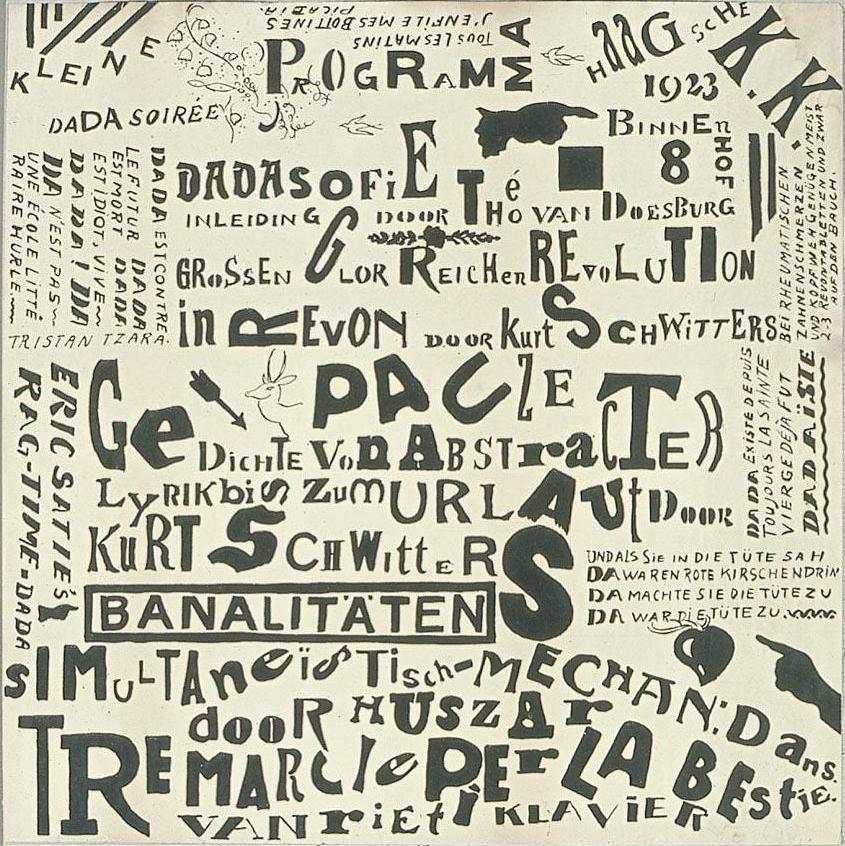
Афіша Тео ван Дусбурга для вечора Дада (бл. 1923)

У лютому 1922 року Бретон відкрито атакував Тцару в статті для Ле журналь де Пепль, де засудив румунського письменника як «ошуканця», що прагне «повсюдної уваги». У березні Бретон ініціював Конгрес із захисту й визначення перспектив Нового духу. Французький письменник скористався цією нагодою, щоб викреслити ім'я Тцари зі списку дадаїстів, посилаючись на підтримку Гюльзенбека, Сернера, і Крістіана Шада. Крім того, на підставі записки, яку нібито написав Гюльзенбек, Бретон звинуватив Тцару в пристосуванстві й ствердив, що під час війни той планував видання творів Дада так, щоб не засмучувати акторів на політичній сцені, переконуючись, що німецькі дадаїсти не були доступні читачам у країнах, підпорядкованих Верховній військовій раді. Тцара відвідав з'їзд з суто підривною метою. Того ж місяця він відповів на звинувачення, стверджуючи, що записку Гюльзенбека сфабриковано і що Шад не належав до перших дадаїстів. Згідно з чутками, які набагато пізніше переказав американський письменник Брайон Гайсін, Бретон називав Тцару ще й інформатором префектури поліції.
У травні 1922 року Дада влаштував власні похорони. Зі слів Ганса Ріхтера, основне дійство відбулося у Веймарі, куди дадаїсти прибули на фестиваль мистецької школи Баугауз. Там Тцара проголосив невловимий характер свого мистецтва: «Дада непотрібне, як і все інше в житті. […] Дада — це зародковий мікроб, який проникає з настійністю повітря в усі ті місця, які глузд не зміг наповнити словами та переконаннями».
У маніфесті «Бородате серце» низка митців підтримала Тцару й маргіналізувала Бретона. Опріч Кокто, Арпа, Ребемона-Десаньє і Елюара, до про-тцарівської фракції увійшли: Ерік Саті, Тео ван Дусбург, Серж Шаршун, Луї-Фердінан Селін, Марсель Дюшан, Осип Цадкін, Жан Метсенже, Ілля Зданевич і Ман Рей. 6 липня 1923 року розпочалися пов'язані з цим маніфестом збори Вечір бородатих сердець, де Тцара представив повторну постановку своєї п'єси Газове серце (що вперше відбулася двома роками раніше під улюлюкання глядачів). Костюми для неї розробила Соня Делоне. Бретон перервав виставу і, за повідомленнями, побився з кількома колишніми соратниками, поламав обставу, чим зчинив у театрі бучу, край якій поклало тільки втручання поліції. Після цього дада-водевіль втратив важливість і взагалі зник.
Пікабіа став на бік Бретона проти Тцари і замінив співробітників свого 391, залучивши до співпраці Клемана Пансерса і Езру Паунда. Бретон позначив кінець Дада 1924 роком, коли опублікував перший Маніфест сюрреалізму. Ріхтер твердить, що «сюрреалізм проковтнув і перетравив Дада». Тцара дистанціювався від цього нового напряму, позаяк не погоджувався з його методами і, чимраз більше, з політикою. 1923 року він і кілька інших колишніх дадаїстів разом з Ріхтером і художником-конструктивістом Ель Лисицьким працювали над журналом G. А наступного року він писав п'єси для югославсько-словенського журналу Танк, видавцем якого був Фердо Делак.

### Перехід до сюрреалізму

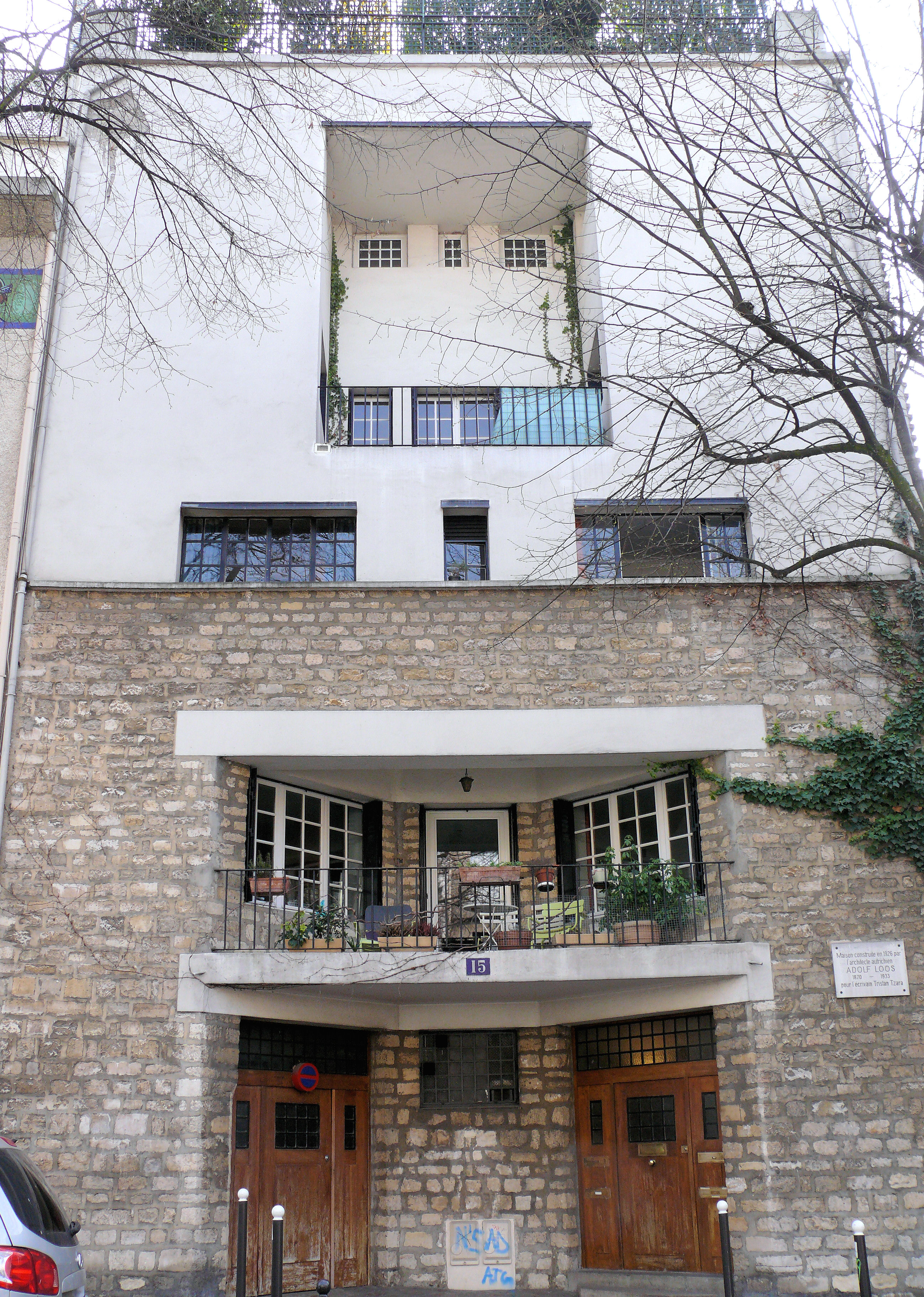
Maison Tzara, побудований за проєктом Адольфа Лооса

Продовжуючи писати, Тцара дедалі більше цікавився театром. 1924 року він опублікував і поставив п'єсу Хустка хмар, яка незабаром увійшла до репертуару «Російського балету» Сергія Дягілєва. Свої попередні тексти Дада він зібрав у збірку Сім маніфестів Дада. Марксистський мислитель Анрі Лефевр написав на неї захоплений відгук; згодом він заприятелює з автором.
В Румунії Contimporanul частково реабілітував творчість Тцари, влаштувавши, зокрема, публічні читання його творів під час міжнародної артвиставки, яку організував 1924 року, і знову під час «демонстрації нового мистецтва» 1925 року. Водночас творами Тцари дуже зацікавився журнал-одноденка Інтеграл, де головними аніматорами були Іларі Воронка та Йон Келугеру. В інтерв'ю цьому журналу 1927 року він висловив незгоду з тим, що група сюрреалістів приймає комунізм, і зазначив, що така політика може призвести лише до постання «нової буржуазії», тоді як сам пояснив, що вибрав особисту «перманентну революцію», яка збереже «святість его».
1925 року Трістан Тцара перебував у Стокгольмі, де одружився з Гретою Кнутсон, від якої мав сина Крістофа (нар. 1927). Ця колишня учениця художника Андре Лота була знана своєю цікавістю до феноменології та абстрактного мистецтва. Приблизно тоді ж, за кошти, які успадкувала Кнутсон, Тцара замовив австрійському архітекторові Адольфу Лоосу, колишньому представникові Віденської сецесії, з яким познайомився в Цюриху, щоб той збудував йому дім у Парижі. Зведений на Монмартрі суворо функціоналістський Мезон Трістан Тцара розроблено відповідно до особливих вимог самого Тцари і прикрашено зразками африканського мистецтва. Цей будинок став єдиним значущим проєктом Лооса в його паризькі роки. 
1929 року він помирився з Бретоном і час од часу відвідував збори сюрреалістів у Парижі. Того самого року опублікував книгу віршів De nos oiseaux («Про наших птахів»). У цей період з'явилися публікації Зразкова людина (1931), а також L'Arbre des voyageurs («Дерево мандрівників», 1930), Où boivent les loups («Де п'ють вовки», 1932), "L'Antitête («Антиголова», 1933) і Grains et issues («Зерно і висівки», 1935). Тоді ж було оголошено, що Тцара розпочав роботу над сценарієм. 1930 року він став режисером і продюсером кінематографічної версії Le Cœur à barbe, у якій зіграв Бретон та інші провідні Сюрреалісти. П'ять років по тому підписався під твором Свідчення проти Ґертруди Стайн, опублікованим у журналі Ежена Жола transition у відповідь на мемуари Стайн Автобіографія Еліс Б. Токлас, де звинуватив свою колишню подругу в манії величі.
Поет взяв участь у подальшому розвиткові сюрреалістичних технік і, разом з Бретоном та Валентиною Гюго, намалював один із найвідоміших взірців «вишуканих трупів». Крім того, написав передмову до збірки сюрреалістичних віршів свого друга Рене Шара 1934 року, а наступного року разом з Гретою Кнутсон навідав Шара в Л'Іль-сюр-ла-Сорг. Дружина Тцари теж тоді була пов'язана з сюрреалістами. Цей зв'язок припинився, коли подружжя розлучилося наприкінці 1930-х років. 
У Румунії твори Тцари зібрав і видав популяризатор сюрреалізму Саша Пане, листування з яким тривало кілька років. Перше таке видання, що вийшло друком 1934 року, містило вірші 1913—1915 років, які Тцара залишив був на догляд Віня. У 1928—1929 роках Тцара листувався зі своїм другом Жаком Ґ. Костеном, компаньйоном Contimporanul, який поділяв не всі уявлення Віня про літературу. Той запропонував організувати поїздку Тцари до Румунії і попросив перекласти його твори французькою мовою.

### Співпраця з комуністами і громадянська війна в Іспанії
Стривожений встановленням нацистського режиму Адольфа Гітлера, що також означало кінець берлінського авангарду, Тцара поєднав свою діяльність як популяризатора мистецтва з антифашистським рухом і наблизився до французької Комуністичної партії (ФКП). За спогадами Ріхтера, 1936 року Тцара опублікував серію світлин, які таємно зробив Курт Швіттерс у Ганновері. На них видно, як місцеві жителі знищують нацистську пропаганду, продуктову картку зі зменшеною кількістю їжі та інші приховані аспекти гітлерівського правління. Після початку Громадянської війни в Іспанії він ненадовго покинув Францію і приєднався до республіканських сил. В товаристві радянського журналіста Іллі Еренбурга Тцара побував у Мадриді, який обложили націоналісти (див. Облога Мадрида). Після повернення опублікував збірку віршів Midis gagnés («Підкорені південні регіони»). Деякі з них раніше вже були надруковані в брошурі Les poètes du monde défendent le peuple espagnol («Поети світу захищають іспанський народ», 1937), редакторами якої були двоє видатних митців і активістів Ненсі Кунард і чилійський поет Пабло Неруда. Тцара також підписав опублікований у червні 1937 року заклик Кунард до інтервенції проти Франсіско Франко. За повідомленнями, між ним та Ненсі Кунард були романтичні стосунки.
Хоча поет дедалі більше дистанціювався від сюрреалізму, і ФКП, і СРСР, за повідомленнями, ставили під сумнів його відданість строгому марксизмові-ленінізмові. Семіотик Філіп Бейчман пов'язую їхнє ставлення з тим, що в своєму баченні Утопії Тцара поєднав комуністичні меседжі з фрейдо-марксистським психоаналізом і зробив це за допомогою особливо буйних образів. Повідомляють, що Тцара відмовився бути зарахованим як прихильник лінії партії, зберіг незалежність і не захотів бути в перших рядах на мітингах.
Однак інші зауважують, що колишній лідер дадаїстів часто показував готовність дотримуватися політичних директив. Вже 1934 року Тцара, разом з Бретоном, Елюаром і комуністичним письменником Рене Кревелем, організував неформальний суд над сюрреалістом з незалежними поглядами Сальвадором Далі, який тоді визнавав себе шанувальником Гітлера, і чий портрет Вільгельма Телля стривожив їх, позаяк нагадував більшовицького лідера Володимира Леніна. Історикиня Ірина Лівезяну зазначає, що Тцара, який ладнав зі сталінізмом і оминав троцькізм, на з'їзді письменників 1935 року підкорився вимогам ФКП в питаннях культури, навіть попри те, що його друг Кревель наклав на себе руки на знак протесту проти прийняття соціалістичного реалізму. Лівезяну зауважує, що згодом Тцара переосмислив Дада і сюрреалізм як революційні течії й уже такими представляв їх громадськості. Цю позицію вона протиставляє позиції Бретона, який був стриманішим у своїх поглядах. 

### Друга світова війна і рух опору
Під час Другої світової війни, переховуючись від окупаційних сил, Тцара переїхав на південь Франції, який був під контролем режиму Віші. Гестапо дізналося про його місцеперебування з однієї публікації в антисемітському і колабораціоністському виданні Je Suis Partout.
Наприкінці 1940-го - на початку 1941 року перебував у Марселі, де приєднався до групи антифашистських і єврейських біженців, які під захистом американського дипломата Варіана Фрая намагалися втекти з окупованої нацистами Європи. Серед інших, там були присутні: анти-тоталітарний соціаліст Віктор Серж, антрополог Клод Леві-Строс, драматург Артюр Адамов, філософ і поет Рене Домаль, сюрреалісти Бретон, Шар і Бенжамен Пере, а також художники Макс Ернст, Андре Массон, Віфредо Лам, Жак Герольд, Віктор Браунер і Оскар Домінгес. За ці проведені разом місяці, перш ніж деякі з них отримали дозвіл на виїзд до Америки, було придумано нову картярську гру, де замість традиційних зображень були сюрреалістичні символи. 
Після Марселя Тцара приєднався до французького руху опору, долучившись до загонів Маке. Писав до журналів, які видавав рух опору, а також вів передачі на теми культури на підпільній радіостанції Вільної Франції. Жив у Екс-ан-Прованс, потім у Суяку і зрештою в Тулузі. Його син Крістоф тоді брав участь у русі опору в Північній Франції, у складі Francs-Tireurs et Partisans. В антисемітській Румунії, що належала до країн Осі (див. Румунія в Другій світовій війні), режим Іона Антонеску наказав книжковим магазинам не продавати твори Тцари і 44-х інших єврейсько-румунських авторів. 1942 року під час узагальнення антисемітських заходів Тцару позбавили румунського громадянства.
У грудні 1944 року, через п'ять місяців після визволення Парижа, він співпрацював з прокомуністичною газетою L'Éternelle Revue, редактором якої був філософ Жан-Поль Сартр. Через неї Сартр пропагував героїчний образ Франції, об'єднаної в рух опору, на противагу уявленню, що вона без спротиву скорилась німецькому пануванню. Серед інших авторів були письменники Арагон, Шар, Елюар, Ельза Тріоле, Ежен Гільвік, Ремон Кено, Франсіс Понж, Жак Превер та художник Пабло Пікассо.
Після закінчення війни, коли Франція знову стала незалежною, Тцара став натуралізованим французьким громадянином. 1945 року, за правління Тимчасового уряду французької Республіки, був депутатом Національних зборів від Південно-Західного регіону. Зі слів Лівезяну, він «допоміг забрати південь у тих діячів культури, які були пов'язані з режимом Віші». У квітні 1946 року його ранні вірші, опріч аналогічних творів Бретона, Елюара, Арагона і Далі, читали в опівнічному ефірі Паризького радіо. 1947 року став повноправним членом ФКП (за деякими джерелами, він вступив до цієї організації ще 1934 року). 

### Міжнародний лівий рух
У наступному десятилітті Тцара підтримав кілька політичних ініціатив. Захоплюючись примітивізмом, він критикував четверту Республіку з її колоніальною політикою, й став одним із тих, хто підтримав деколонізацію. Втім, його призначили культурним послом Республіки при кабінеті Поля Рамадьє. Він також взяв участь у організованому ФКП з'їзді письменників, але, на відміну від Елюара і Арагона, знову не став підлаштовувати свій стиль під соціалістичний реалізм. 
Наприкінці 1946-го — на початку 1947 року він повернувся до Румунії з офіційним візитом  в рамках туру по країнах Східного блоку, що тоді формувався, під час якого він заодно побував у Чехословаччині, Угорщині, ФСРЮ. З цієї нагоди він і Саша Пане виголосили промови, опубліковані журналом Orizont, що відзначались потуранням офіційній позиції ФКП і румунської компартії, а Ірина Лівезяну вважає їх причиною розриву між Тцарою і молодими румунськими художниками-авангардистами, як-от Віктором Браунером і Герасимом Лукою (які відкидали комунізм і були стривожені залізною завісою, що опустилася на Європу). У вересні того ж року Тцара побував на конференції прокомуністичного Міжнародного союзу студентів (куди його запросив французький Союз комуністичних студентів). Там він зустрівся з аналогічними організаціями з Румунії та інших країн).
У 1949—1950 роках Тцара відгукнувся на заклик Арагона і взяв активну участь у міжнародній кампанії за визволення Назима Хікмета, турецького поета, чий арешт 1938 року за комуністичну діяльність став cause célèbre для прорадянської громадської думки. Тцара очолював Комітет з визволення Назима Хікмета, який надсилав петиції до національних урядів і замовляв твори мистецтва на честь Хікмета (зокрема музичні твори Луї Дюрея і Сержа Ніґа). Хікмета звільнили в липні 1950 року, і під час свого наступного візиту до Парижа він публічно подякував Тцарі.
З-під його пера у цей період вийшли, зокрема, такі твори: Ле Le Signe de vie («Знак життя», 1946), Terre sur terre («Земля на Землі», 1946), Sans coup férir («Без бою», 1949), De mémoire d'homme («З пам'яті людини», 1950), Parler seul («Розмова наодинці», 1950), La Face intérieure («Внутрішнє обличчя», 1953), À haute flamm («Спалахувати вголос», 1955) і Le Temps naissant («Новітні часи», 1955) і Le Fruit permis («Дозволений плід», 1956). Тцара і далі діяльно пропагував модерністську культуру. Приблизно 1949 року, прочитавши рукопис Чекаючи на Ґодо ірландського письменника Семюела Бекета, Тцара сприяв постановці вистави, наблизившись до продюсера Роджера Бліна. А ще він перекладав французькою мовою деякі вірші Хікмета і угорця Аттіли Йожефа. 1949 року познайомив Пікассо з артдилером Гайнцом Берггрюном (що стало початком довічного партнерства між ними). 1951 року написав каталог для виставки робіт свого друга Макса Ернста, у якому вихваляв «вільне використання художником подразників» і «відкриття ним нового виду гумору».

### Протест 1956 року і останні роки

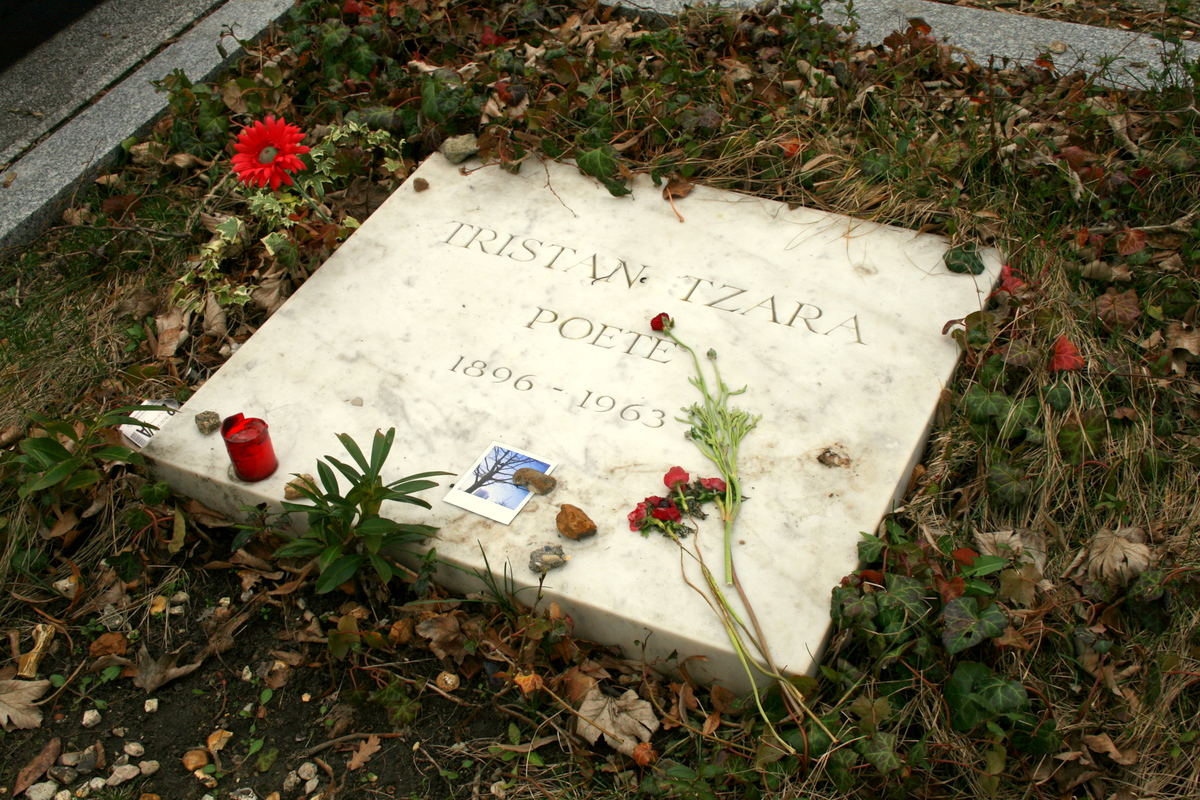
Могила Тцари на цвинтарі Монпарнас

У жовтні 1956 року Тцара відвідав Угорську Народну Республіку, де якраз розгортався конфлікт між урядом Імре Надя і СРСР.  Туди його запросив угорський письменник Дьюла Іллієш, який хотів, щоб його колега відвідав церемонії з нагоди реабілітації Ласло Райка (місцевого комуністичного лідера, переслідуваного за наказом Йосипа Сталіна). Тцара підтримував прагнення угорців до лібералізації, тримав зв'язок з антисталіністом і колишнім дадаїстом Лайошем Кашшаком і вважав антирадянський рух «революційним». Однак, на відміну від більшості виразників угорської громадської думки, поет не радив визволятись з-під контролю СРСР і описав незалежність, яку вимагали місцеві письменники, як «абстрактне поняття». Його заява, яку широко цитувала угорська і світова преса, викликала реакцію ФКП: у формі відповіді Арагона партія виразила своє обурення тим, що одного з її членів нібито використали для підтримки «антикомуністичної та антирадянської кампанії». 
До Франції він повертався саме тоді, коли розпочалася Угорська революція, яку зупинила військова інтервенція СРСР. 24 жовтня Тцара дістав наказ прибути на збори ФКП, де активіст Лоран Казанова нібито наказав йому мовчати, що Тцара й зробив. Очевидне дисидентство Тцари і криза в комуністичній партії, що сталася за його участі, сподобались Бретону, який займав проугорську позицію і визначив свого друга і суперника, як «Першого речника угорських вимог». 
Опісля він здебільшого відійшов від суспільного життя і присвятив себе дослідженню творчості поета 15-го століття Франсуа Війона. Як і його товариш сюрреаліст Мішель Леріс він пропагував примітивне і африканське мистецтво, які колекціонував багато років. На початку 1957 року Тцара відвідав ретроспективу Дада на Рів Гош, яка завершилася колотнечею, що її спричинив суперницький авангардний рух Jariviste. За переказами, це його неабияк втішило. У серпні 1960 року, через рік після того, як президент Шарль де Голль заснував П'яту республіку, французькі війська протистояли алжирським повстанцям (див. Алжирська війна). Разом з Симоною де Бовуар, Маргеріт Дюрас, Жеромом Ліндоном, Аленом Роб-Ґріє та іншими інтелектуалами він направив прем'єр-міністрові Мішелю Дебре лист протесту щодо відмови Франції надати Алжиру незалежність. В підсумку, міністр культури Андре Мальро заявив, що його Кабмін не дотуватиме жодного фільму з внеском Тцари та інших підписантів, і нікого з них не запросять до участі в програмах державної Французької служби мовлення. 
1961 року поетичний доробок Тцари відзначили престижною премією Таорміна. Один із його останніх публічних заходів відбувся 1962 року, коли він взяв участь у Міжнародному Конгресі з Африканської культури, організованому англійським куратором Френком Макьюеном, який пройшов у Національній галереї в Солсбері (Південна Родезія). Помер рік по тому у своєму паризькому будинку. Похований на цвинтарі Монпарнас. 

## Внесок у літературу

### Питання ідентичности
Коментуючи творчість Тцари, критики часто торкаються питання про те, якою мірою поет себе ототожнював з національними культурами, які він представляв. Паул Чернат відзначає, що зв'язок між євреями Саміро і Янко, та їхніми колегами румунами, був однією з ознак культурного діалогу, в якому «молоді емансиповані єврейські письменники» стимулювали «відкритість румунських середовищ до сучасного мистецтва». Шведський дослідник літератури мовою ідиш Соломон Шульман твердить, що поєднаний вплив фольклору на ідиші та хасидської філософії окреслив європейський модернізм загалом, і стиль Тцари зокрема, а американський поет Андрей Кодреску відносить Тцару до балканської лінії «абсурдистського письма», до якої також належать румуни Урмуз, Ежен Йонеско і Еміль Чоран. Зі слів історика літератури Джордже Келинеску, у ранніх віршах Саміро йдеться про «хіть до сильних ароматів сільського життя, що характерно для євреїв затиснутих в гетто».
Сам Тцара у своїх ранніх дадаїстських перформансах застосовував елементи алюзій на батьківщину. Його спільна творчість з Маєю Крушек у Zuntfhaus zür Waag містила зразки африканської літератури, до яких Тцара додавав румунськомовні фрагменти. Відомо, що він поєднував елементи румунського фольклору і що під час принаймні одного виступу в кабаре Вольтер виконав рідний провінційний романс La moară la Hârța («На млині в Хирці»). Звертаючись до румунської громадськості 1947 року, він твердив, що зачарований «солодкою мовою молдовських селян». 
Утім, Тцара повстає проти свого місця народження і виховання. У найраніших віршах він зображує провінційну Молдову як пустельне і тривожне місце. Чернат вважає, що цей образ був поширеним явищем серед авангардистів, що народились у Молдові, зокрема Бенжамена Фондана і Джордже Баковії. Чернат припускає, що подібно до Ежена Йонеско та Фондана, Саміро вибрав добровільне вигнання до Західної Європи як «сучасний, волюнтаристський» спосіб порвати з «провінційним становищем», що також може пояснити той каламбур, який він вибрав як псевдонім. Зі слів того самого автора, двома важливими елементами в цьому процесі були «материнська прихильність і розрив з батьківською владою», «едиповим комплексом», помітним, на його думку, в життєписах інших символістських та авангардних румунських авторів, від Урмуза до Матею Караджале. Чернат твердить, що на відміну від Віня і групи Contimporanul Тцара стояв на позиціях радикалізму і бунту, а це пояснює неможливість їхнього порозуміння. Зокрема, на думку Черната, письменник прагнув визволитись від конкурентних націоналізмів, і звернувся безпосередньо до центру європейської культури, а Цюрих був проміжним етапом на шляху до Парижа. Маніфест пана Антипірина 1916 року містив космополітичний заклик: «ДАДА залишається в рамках європейських слабкостей, це все одно лайно, але тепер ми хочемо срати різними кольорами, щоб прикрасити зоопарк мистецтва прапорами всіх консульств». 

### Символістська поезія
Свої найраніші символістські вірші, опубліковані 1912 року в Simbolul, Тцара згодом відхилив і попросив Сашу Пане не вміщувати їх у видання його творів. Вплив французьких символістів на молодого Саміро особливо важливий, і проявляється що в ліриці, що у віршах прозою. На цьому етапі він дотримувався символістської музичності, взявши багато від колеги по Simbolul Йона Мінулеску, а також від бельгійця Моріса Метерлінка. Філіп Бейчман твердить, що «Трістан Тцара належить до тих письменників ХХ століття, які зазнали найбільшого впливу символізму і застосовували чимало його методів та ідей у пошуках власної художньої та суспільної мети». Однак Чернат вважає, що молодий поет вже тоді поступово відмовлявся від синтаксису традиційної поезії, і що в подальших експериментальних творах він поступово позбавив свій стиль символістських елементів.
У 1910-х роках Саміро експериментував з символістською образністю, зокрема з мотивом «повішеного», який ліг в основу його поеми Se spânzură un om («Чоловік повісився») і ґрунтувався на спадщині аналогічних творів авторства Крістіана Морґенштерна і Жуля Лафорга. Se spânzură un om теж багато в чому нагадувала твори його колег Адріана Маню (Balada spânzuratului, «Балада повішеного») і Віня (Visul spânzuratului, «Сон повішеного»): всі три поети перебували в процесі відкидання символізму і трактували тему з трагікомічного та іконоборчого погляду. До цих творів належать також Vacanță în provincie («Провінційне свято») і антивоєнний фрагмент Furtuna și cântecul dezertorului («Буря і пісня дезертира»), який Віня опублікував у своєму Chemarea. Чернат розглядає цю серію як «генеральну репетицію перед пригодами Дада». Повний текст Furtuna și cântecul dezertorului буде опубліковано згодом, коли Пане виявить відсутню частину. В той час Саміро зацікавився вільним віршем американця Волта Вітмена, а його переклад епічної поеми Вітмена Пісня про себе, ймовірно завершений до першої світової війни, опублікував Альфред Хефтер-Ідальго у своєму журналі Versuri și Proză (1915).
Бейчман зауважує, що впродовж усього життя Тцара застосовував символістські елементи проти доктрин символізму. Отож, твердить він, поет не плекав пам'ять про історичні події, «бо вона вводить людину в оману, змушуючи думати, що було щось, тоді як насправді не було нічого». Чернат зазначає: «Річ, яка впродовж [1910-х років] по суті об'єднує поетичний доробок Адріана Маніу, Йона і Віня та Трістана Тцари, - це глибока усвідомленість літературних умовностей, пересиченість […] щодо естетської літератури, яку вони вважали вичерпаною». На думку Бейчмана, бунт проти плекання краси був постійно присутній у зрілі роки Тцари, а його бачення суспільних змін і далі перебувало під впливом Артюра Рембо та Лотреамона. Зі слів Бейчмана, Тцара використовує символістське послання, «вроджене право [людини] продано за миску каші», виводячи його «на вулиці, в кабаре та потяги, де оголошує угоду недійсною й просить повернути йому вроджене право».

### Співпраця з Віня
Перехід до радикальнішої форми поезії, схоже, відбувся в 1913—1915 роках, в періоди, коли Тцара і Віня відпочивали разом. Ці твори мають низку спільних рис і сюжетів, й обидва поети часто застосовують алюзії один на одного (в одному випадку - на сестру Тцари).
Окрім лірики, у якій вони обоє говорять про провінційні свята і любовні пригоди з місцевими дівчатами, обидва друга намагалися переосмислити Гамлет Шекспіра з модерністської перспективи, і написали неповні тексти на цю тему. Однак, як зауважує Пауль Чернат, ці тексти свідчать ще й про різницю в підходах: твори Віня «споглядальні та меланхолійні», а Тцари - «гедоністичні». Тцара часто звертався до революційних та іронічних образів, зображував середовища провінційності та середнього класу як місця штучності і розпаду, розтаємничував пасторальні теми та засвідчував бажання вирватися на волю. Його література мала радикальніший погляд на життя і містила лірику з підривними намірами:

| să ne coborâm în râpa, care-i Dumnezeu când cască | Спустімося в урвище Це Бог, який позіхає |

У своїй Înserează (приблизно, «нічне падіння»), ймовірно, написаній в Мангалії, Тцара пише: 

| [...] deschide-te fereastră, prin urmare și ieși noapte din odaie ca din piersică sâmburul, ca preotul din biserică [...] hai în parcul communal până o cânta cocoșul să se scandalizeze orașul [...]. | [...] відчини себе, вікне, і ти, ноче, вийди з кімнати наче кісточка з персика, наче священик з церкви [...] ходімо до міського парку поки півень не заспівав і не сполохав місто [...] |

У схожому вірші Віня, написаному в Тузлі й названому на честь цього села, читаємо:

| seara bate semne pe far peste goarnele vagi de apă când se întorc pescarii cu stele pe mâini și trec vapoarele și planetele | Вечір блимає сигналами на маяку над тьмяними горнами води коли рибалки повертаються з зорями на руках а кораблі та планети пропливають повз |

Чернат зазначає, що Nocturnă («Ноктюрн») і Înserează спочатку виконувалися в рамках виступів у кабаре Вольтер, що Гуґо Баль їх називав «румунською поезією», і що Тцара їх читав у спонтанному автоперекладі на французьку мову. Хоч у них і помітний радикальний розрив з традиційною формою румунського вірша, однак у щоденнику від 5 лютого 1916 Баль зазначає, що ці твори досі «консервативні за стилем». На думку Келінеску, вони ознаменували прихід дадаїзму, позаяк «оминаючи зв'язки, що ведуть до реалістичного бачення, поет поєднує неймовірно розсіяні образи, які здивують свідомість». 1922 року сам Тцара писав: «вже 1914 року я намагався позбавити слова їх вузького значення і вживати їх так, щоб надати віршеві абсолютно нового, загального, значення […]». 
Опріч творів з зображенням єврейського кладовища на околиці міста, на якому могили «повзають як черв'яки», дерева каштанів «зважнілі як люди, що повертаються з лікарень», або ж вітер, що завиває «з усією безнадійністю дитячого будинку», серед віршів Саміро є й Verișoară, fată de pension, в якому, на думку Черната, зображено «грайливу відчуженість [заради] музикальності внутрішньої рими». Він починається рядками: 

| Verișoară, fată de pension, îmbrăcată în negru, guler alb, Te iubesc pentru că ești simplă și visezi Și ești bună, plângi, și rupi scrisori ce nu au înțeles Și-ți pare rău că ești departe de ai tăi și că înveți La Călugărițe unde noaptea nu e cald. | Маленька кузино, ученице інтернату, одягнена в чорне, з білим комірцем, Кохаю тебе, бо ти проста і мрійлива І ти добра, і плачеш, і рвеш листи, що не мають сенсу І ти жалкуєш, що далеко від своїх, і що вчишся В Келугеріце, де ночі не такі вже й теплі. |

Помірне крило румунського авангарду високо цінувало написані в Гирчені твори. Співробітник Contimporanul Бенжамен Фондан, на противагу своєму попередньому неприйняттю Дада, навів їх як приклад «чистої поезії» й порівняв з вишуканими творами французького поета Поля Валері, і в такий спосіб навернув їх у річище ідеології журналу.

### Синтез Дада і «симультанізм»
На прийняття дадаїзму Тцару надихнули попередники модерністи-експериментатори. Серед них були літературні популяризатори кубізму: крім Анрі Барзуна і Фернана Дівуара, Тцара захоплювався творами Ґійома Аполлінера. Попри те, що Дада засуджував футуризм, різні автори відзначають вплив, який Філіппо Томмазо Марінетті та його оточення справили на групу Тцари. 1917 року він листувався і з Аполінером, і з Марінетті. Традиційно Тцару бачать ще й як послідовника творів раннього авангарду і чорного гумору румунського автора Урмуза.
Здебільшого Дада зосереджувався на перформансах і сатирі, і часто в цих виступах головними героями були Тцара, Марсель Янко і Гюльзенбек. Часто вбрані як тірольські селяни або одягнуті в темне, вони виконували віршові імпровізації в кабаре Вольтер, читаючи твори інших або власні спонтанні витвори, які були пародіями на есперанто або мову маорі. Бернард Ґендрон характеризує ці вечори, як позначені «різнорідністю і еклектизмом», а Ріхтер зазначає, що ці пісні, які часто переривалися гучними криками або іншими тривожними звуками, підготували ґрунт для появи нойзу і футуристичних композицій.
З часом Трістан Тцара поєднав перформанси зі своєю літературною творчістю, беручи участь у розвиткові «симультаністської поезії» Дада, яку виконували вголос одночасно кілька людей, що її Ганс Арп навів як перший приклад автоматичного письма. Баль зазначає, що предметом таких творів була «цінність людського голосу». Тцара і Вальтер Сернер Разом з Арпом створили німецькомовний вірш Die Hyperbel vom Krokodilcoiffeur und dem Spazierstock («Гіпербола перукаря крокодилів і патериця»), у якому зі слів Арпа, «поет каркає, лається, зітхає, заїкається, співає йодлем, як йому заманеться. Його вірші нагадують природу [де] найдрібніші частини такі ж красиві і важливі як зірка». Інший відомий симультаністський вірш - «L'Amiral cherche une maison à louer („Адмірал шукає будинок в оренду“), який написали Тцара, Марсель Янко і Гюльзенбек. 
На думку мистецтвознавця Роже Кардінала, для Дада-поезії Трістана Тцари характерна „крайня семантична та синтаксична неузгодженість“. Тцара, який рекомендував руйнувати так само, як це створюється, розробив власну систему написання віршів, в якій вирізані з газети слова на позір випадково заново сполучаються.

### Дада і антимистецтво
А ще під час свого періоду Дада Тцара опублікував довгу серію маніфестів, що часто мають вигляд віршів прозою і, зі слів Кардінала, характеризуються „невгамовним блазенством та їдкою дотепністю“, що віддзеркалюють „мову осучасненого дикуна“. Гюльзенбек вважає, що в цих творах Тцара винайшов формат для «стиснення наших думок і відчуттів», а, на думку Ганса Ріхтера, цей жанр «пасував Тцарі ідеально». Ріхтер вказує, що хоч, здавалось би, Дада й продукував теоретичні праці, він не мав жодної програми, і Тцара намагався зберегти назавжди такий стан речей. У своєму маніфесті Дада 1918 року він заявляє: «Дада нічого не означає», і додає, що «думка народжується в роті». Тцара зазначає: «я проти системи, найприйнятнішою є система, у якій система принципово відсутня». Крім того, Тцара, який одного разу висловився, що «логіка — це завжди брехня», ймовірно, схвалював бачення Сернером «остаточного розпаду». Зі слів Філіпа Бейчмана, основна концепція в мисленні Тцари полягала в тому, що «поки ми чинимо так, як нам здається, що ми колись вже чинили, ми не зможемо досягти будь-якого придатного для життя суспільства». 
Ріхтер твердить, що попри прийняття таких антихудожніх принципів, Тцара, як і чимало його товаришів дадаїстів, не одразу відмовився від місії «просунути вперед мистецтво». Він судить про це з вірша La Revue Dada 2, «такого вишуканого, як свіжо-зірвані квіти», де є такі рядки:

| Cinq négresses dans une auto ont explosé suivant les 5 directions de mes doigts quand je pose la main sur la poitrine pour prier Dieu (parfois) autour de ma tête il y a la lumière humide des vieux oiseaux lunaires | П'ятеро негритосок у автівці вибухнули в напрямку п'яти моїх пальців коли я кладу руку на груди, щоб помолитися Богові (іноді) навколо моєї голови вогке світло старих місячних птахів |

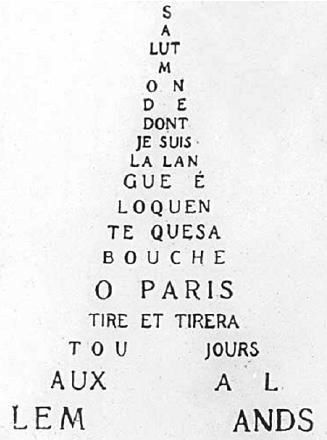
Одна з каліграм Гійома Аполлінера у формі Ейфелевої вежі

La Revue Dada 2, який заодно містить звуконаслідувальний рядок tralalalalalalalalalalala, є одним із прикладів застосування Тцарою своїх принципів випадковості до звуків самих по собі. Таке компонування тексту, яке цінували багато дадаїстів, ймовірно, пов'язане з каліграмами Аполінера і з його заявою, що «людина перебуває в пошуках нової мови». Келінеску припустив, що Тцара добровільно обмежував вплив випадковості: навівши як приклад його короткий пародійний твір, в якому зображено любовну історію між велосипедисткою і дадаїстом, яка закінчується тим, що їх обезголовлює ревнивий чоловік, критик відзначає, що Тцара вочевидь мав на меті «шокувати буржуа». Згодом Гюльзенбек припускав, що Тцара насправді ніколи не застосовував експериментальні методи, які сам розробив. 
В циклі Дада знайшли широке застосування контраст, еліпси, безглузда образність і абсурдні міркування. Тцара усвідомлював, що публіці буде важко зрозуміти його задуми, і у творі Le géant blanc lépreux du paysage («Білий прокажений гігант у ландшафті») навіть натякнув на «худого, ідіотського, брудного» читача, який «не розуміє моїх віршів». Він назвав деякі свої вірші lampisteries, від французького слова, що позначає місце для зберігання світильників. Поет-летрист Ісидор Ісоу відніс ці твори до послідовності експериментів, яку розпочав Шарль Бодлер із «руйнування змісту вірша заради його форми», а на етапі Тцари цей процес став «руйнуванням слова заради ніщо». На думку американської історикині літератури Мері Енн Кавз, вірші Тцари можна розглядати як такі, що мають «внутрішній порядок», і читати як «просту видимість, творіння завершене саме по собі і абсолютно очевидне». 

### П'єси 1920-х років
Свою першу п'єсу Газове серце Трістан Тцара написав в останній період паризького Дада. Створена методом, який Енох Братер називає «своєрідною мовленнєвою стратегією», і являє собою діалог між персонажами на ім'я: вуха, рот, очі, ніс, шия і брови. Вони, здається, взагалі не бажають спілкуватися один з одним, а їхнє покладання на прислів'я та ідіотизми легко створює плутанину між метафоричним і буквальним мовленням. П'єса закінчується виконанням танцю, що нагадує аналогічні засоби протодадаїста Альфреда Жаррі. Текст завершується послідовністю карлючок і нерозбірливих слів. Братер характеризує Газове серце як «пародію на театральні умовності». 
У своїй п'єсі 1924 року Хустка хмар Тцара досліджує зв'язки між сприйняттям, підсвідомістю та пам'яттю. Здебільшого через діалоги між коментаторами, які виступають в ролі третьої сторони, в тексті розкриваються негаразди любовного трикутника (поет, знуджена дама та її чоловік - банкір, чиї риси характеру зроблено за кліше традиційної драми). У п'єсі почасти відтворено декорації й репліки з «Гамлета». Тцара висміює класичний театр, який вимагає, щоб персонажі надихали, були правдоподібними й становили єдине ціле: в Хустці хмар актори, що виконують ролі коментаторів, мають називати один одного справжніми іменами, а їхні репліки містять зневажливі коментарі щодо самої п'єси, тоді як протагоніст, який зрештою вмирає, не має жодного імені. Пишучи для Integral, Тцара визначає п'єсу як нотатку про «відносність речей, настроїв і подій». Філіп Бейчман зазначає, що серед умовностей, які висміює драматург, є переконання про «привілейоване становище мистецтва»: в чому Бейчман вбачає коментар на марксизм, поет і банкір є взаємозамінними капіталістами, які інвестують у відмінні галузі. 1925 року Фондан переповідав слова Жана Кокто, який, пояснюючи, чому Тцара є один з його «найулюбленіших» письменників і «великий поет», твердив: «Хустка хмар - це поезія, і чудова поезія, якщо на те пішло, — але не театр». Утім, цей твір у своїй статті для Integral похвалив Йон Келугеру, який розглядав його як приклад того, що модерністський спектакль може опиратися не лише на бутафорію, але й на міцний текст. 

### Зразкова людинаі пізніші твори
Після 1929 року, прийнявши сюрреалізм, Тцара великою мірою відкинув сатиричну спрямованість своїх творів, і почав освоювати універсальні теми, що стосуються людської ситуації. На думку Кардінала, цей період також ознаменував остаточний перехід від «навмисної непослідовиці» і «нерозбірливої базгранини» до «чарівливої та плідної мови сюрреаліста». Критик зауважує: «Тцара прийшов до зрілого стилю прозорої простоти, в якій непорівнянні сутності можуть триматися купи в єдиному образі». В есе 1930 року Фондан виніс аналогічний вердикт, вважаючи, що Тцара наповнив свої твори «стражданням», відкрив для себе людяність, і став «ясновидцем» серед поетів.
Цей період в творчій активності Тцари обертається навколо епічної поеми Зразковий чоловік, яку, ймовірно, визнають його найдовершенішим внеском у французьку літературу. Зберігши деякою мірою тяжіння до мовних експериментів, Тцара головним чином досліджує соціальне відчуження і шукає вихід. Кардінал називає твір «протяжними роздумами про психічні та початкові імпульси […] з образами приголомшливої краси», тоді як Брейчман, який відзначає в Тцарі бунт проти «зайвого багажу минулого [людини] і переконань […] якими він досі намагався контролювати своє життя», — зауважує зображення ним поетів як голосів, які можуть запобігти самознищенню своїм розумом людей. Метою є нова людина, яка дозволяє інтуїції та спонтанності вести себе по життю, і яка відкидає рамки. В одному зі звернень у тексті читаємо: 

| je parle de qui parle qui parle je suis seul je ne suis qu'un petit bruit j'ai plusieurs bruits en moi un bruit glacé froissé au carrefour jeté sur le trottoir humide aux pieds des hommes pressés courant avec leurs morts autour de la mort qui étend ses bras sur le cadran de l'heure seule vivante au soleil. | Я кажу про того, хто каже, хто каже, що я сам я лише невеличкий шум, всередині мене декілька шумів замерзлий зморщений шум на перехресті кинутий на мокрий тротуар до ніг чоловіків, що стрімголов біжать разом зі своїми мерцями навколо смерті, що простягає руки на циферблаті часу, живого тільки на сонці |

Наступний етап у кар'єрі Тцари ознаменувався злиттям його літературних та політичних поглядів. У його віршах того періоду гуманістичне бачення поєдналося з комуністичними тезами. Твір 1935 року Зерна та висівки, який, зі слів Бейчмана, «зачаровує» - це вірш у прозі про соціальну критику, пов'язаний зі Зразковою людиною, що розвиває бачення можливого суспільство, у якому метушню відкинуто на користь забуття. Тцара уявляє світ, який відмовився від символів минулого, від літератури до громадського транспорту і валюти, водночас, подібно до психологів Зигмунда Фрейда і Вільгельма Райха, поет зображує насильство як природний засіб людського самовираження. Люди майбутнього живуть у державі, яка поєднує в собі очевидь і царство сновидінь, а саме життя обертається в мрію. Зерна та висівки з'явився вкупі з Personage d'insomnie («Персонаж безсоння»), який залишився неопублікованим.
Кардінал зазначає: «Ретроспективно, гармонія і зв'язок були метою Тцари від самого початку». Томи в зібранні творів, що вийшли після Другої світової війни, зосереджуються на політичних суб'єктах, пов'язаних з цим конфліктом. У своїх останніх працях Тцара пом'якшив експерименти, здійснюючи більший контроль над лірикою. Тоді він проводив герменевтичні дослідження творів вагантів і Франсуа Війона, яким дуже захоплювався.

## Спадщина

### Вплив
Тцара вплинув не лише на тих багатьох авторів, яких залучив до Дада своєю популяризаторською діяльністю, а й на наступні покоління письменників. Саме на його батьківщині 1928 року Саша Пане і Молдов написали перший авангардний маніфест журналу unu, де віднесли до своїх наставників Тцару, письменників Бретона, Рібемона-Дессаньє, Віня, Філіппо Томмазо Марінетті та Тудора Аргезі, а також художників Константіна Бранкузі і Тео ван Дусбурга. Румунський письменник Жак Г. Костен теж визнавав Тцару джерелом свого натхнення, втім, ставився однаково добре і до дадаїзму, і до футуризму. А цикл Зодіак авторства Іларі Воронка вперше опублікований у Франції, традиційно вважають наслідуванням Зразкової людини. Кабаліст і сюрреаліст Марсель Авромеску, який писав у 1930-х роках, також, здається, дістав безпосереднє натхнення від поглядів Тцари на мистецтво. Серед інших авторів того покоління, яких надихнув Тцара, польський футуролог і письменник Бруно Ясенський, японський поет і мислитель дзен Такахасі Сінкіті і чилійський поет і прихильник дадаїзму Вісенте Уйдобро, який називав його передвісником власного креаціонізму.
Як безпосереднього попередника абсурдизму, його визнано наставником Ежена Йонеско, який розвинув його засади у своїх ранніх есе про літературну і соціальну критику, а також у трагіфарсах, як-от Лиса співачка. Поезія Тцари вплинула на Семюела Бекета (який переклав деякі вірші англійською мовою). Його п'єса Не Я 1972 року має спільні елементи з Газовим серцем. У Сполучених Штатах, румунського автора згадують серед тих, хто вплинув на біт-покоління. Бітник Аллен Гінзберг, який познайомився з Тцарою в Парижі, відносить його до числа європейців, які вплинули на нього і на Вільяма Берроуза. Останній теж згадав використання Тцарою випадковості при написанні поезії як один з перших прикладів того, що стало технікою коллажу, яку прийняв Брайон Гайсін і сам Берроуз. Гайсін, який спілкувався з Тцарою наприкінці 1950-х років, засвідчує його обурення тим, що поети-бітники «повернулися на позиції, на яких ми [дадаїсти] стояли 1920 року», а сам звинувачує Тцару, що той витратив творчі сили на те, щоб стати «бюрократом комуністичної партії». 
Серед письменників кінця 20 століття вплив Тцари визнавали були Джером Ротенберг, Ісідор Ісоу та Андрей Кодреску. Колишній ситуаціоніст Ісоу, чиї експерименти зі звуками і вірші прийшли на зміну Аполлінеру і дада, заявив, що його летризм був останньою ланкою в ланцюзі Шарль Бодлер-Тцара, з метою організації «ніщо […] заради створення змісту». На короткий період Кодреску навіть взяв був псевдонім Трістан Тцара. Він пригадував який вплив на нього справило відкриття Тцари в юності, й називав його «найважливішим французьким поетом після Рембо». 
У ретроспективі, різні автори називають дадаїстичні виступи і вуличні перформанси Тцари словом «гепенінги», яке в 1950-х роках придумали постдадаїсти і ситуаціоністи. Дехто визнає Тцару творцем ідейного підґрунтя для розвитку рок-музики, зокрема панк-року, панк-субкультури і постпанку. Трістан Тцара надихнув композиторські техніки «Radiohead» і належить до тих письменників-авангардистів, чиї голоси міксував DJ Spooky на трип-хоп альбомі Rhythm Science. Румунський сучасний академічний музикант Корнел Терану поклав на музику п'ять постдадаїстських віршів Тцари. Терану, Анатоль Вієру і десять інших композиторів долучилися до написання альбому La Clé de l'horizon, створеного під впливом творчості Тцари. 

### Присвяти і зображення

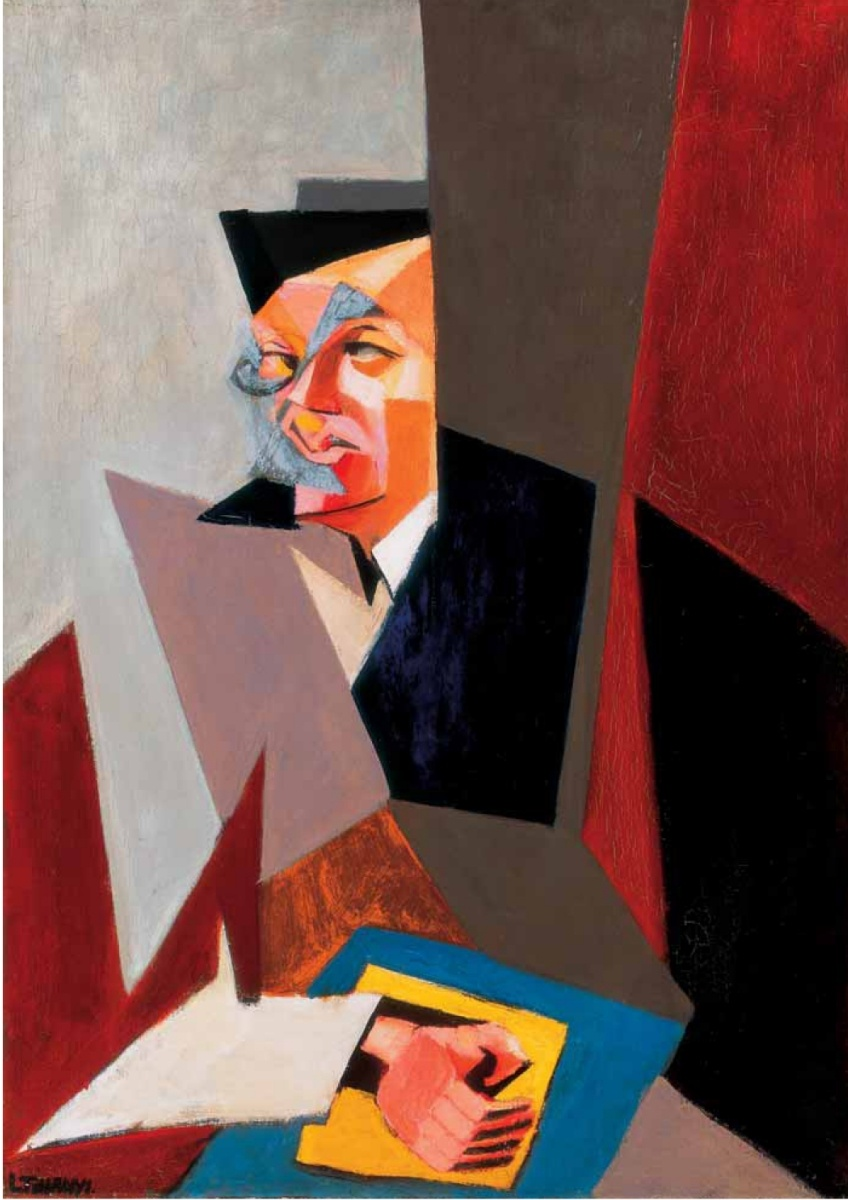
Портрет 1927 року роботи Лайош Тихань

У Франції роботи Тцари зібрано в Oeuvres complètes («Повне зібрання творів»), з яких перший том побачив друк 1975 року. Його ім'ям названо міжнародну поетичну премію (Prix International de Poésie Tristan Tzara). Починаючи з 1998 року в Мойнешті культурно-літературна фундація Трістана Тцари видає міжнародний часопис Caietele Tristan Tzara.
Зі слів Паула Черната, один з небагатьох авангардних творів Йона Віня Aliluia містить «прозору алюзію» на Трістана Тцару. У ньому Віня розповідає про «вічного жида», персонажа, на якого люди звертають, бо він співає La moară la Hârța, «підозрілу пісню з Великої Румунії». Поет є одним з персонажів книги Викрадачі вогню Індійського письменника Мулка Раджа Ананда, яка є четвертою частиною його твору Бульбашка (1984), а також книги Принц Вест-енд Авеню 1994 року американського письменника Алана Іслера. Кілька віршів Тцарі присвятив Ротенберг, як і неодадаїст Валері Остяну. До спадщини Тцари в літературі можна віднести особливі епізоди його життєпису, починаючи з суперечливих мемуарів Ґертруди Стайн. Один з його перформансів захоплено описав Малкольм Коулі в своїй автобіографічній книзі 1934 року Повернення після вигнання, а ще про нього згадує Гарольд Леб у своїх мемуарах так воно і було. Серед його біографів французький письменник Франсуа Буот, який писав про деякі менш знані аспекти життя Тцари. 
Вважають, що в певний момент між 1915 і 1917 роками Тцара грав у шахи в кафе, куди також часто навідувався більшовицький лідер Володимир Ленін. Хоч і сам Ріхтер засвідчує випадкову близькість оселі Леніна до осередку дадаїстів, не існує жодних свідчень про розмову між цими двома особистостями. Андрей Кодреску вірить, що Ленін і Тцара справді грали один проти одного, і зазначає, що зображення їхньої зустрічі було б «доречним символом початку [наших] часів». Про цю зустріч згадує як про факт знайомий Тцари Курт Швіттерс у вірші Арлекін на шахівниці. Німецький драматург і романіст Петер Вайс, який ввів Тцару як символ у свою виставу 1969 року про Лева Троцького (Trotzki im Exil), відтворив сцену зустрічі у своєму циклі 1975—1981 років Естетика опору. Крім того, цей уявний епізод значною мірою надихнув Тома Стоппарда на створення п'єси 1974 року Травесті, що містить розмови між Тцарою, Леніном та ірландським письменником-модерністом Джеймсом Джойсом, який теж проживав у Цюриху після 1915 року. У британській постановці цієї п'єси 1993 року його роль помітно зіграв Девід Вестхед, а в американській версії 2005 року - Том Х'юїтт. 
Тцара не лише працював разом з художниками-дадаїстами над різними картинами, а й сам був предметом творів різних митців. Макс Ернст зображує його як єдину рухому фігуру на груповому портреті дадаїстів Au Rendez-vous des Amis («Возз'єднання друзів», 1922). А на одній зі світлин Мана Рея він став навколішки, щоб поцілувати руку андрогінній Ненсі Кунард. За кілька років до розриву Франсіс Пікабіа записав ім'я Тцари каліграфічним почерком як елемент композиції Moléculaire («молекулярний») на обкладинці журналу 391. Той же митець виконав його схематичний портрет у вигляді серії кіл, з'єднаних двома перпендикулярними стрілками. 1949 року швейцарський художник Альберто Джакометті зробив Тцару предметом одного зі своїх перших експериментів з літографією. Крім того, портрети Тцари виконували Грета Кнутсон, Робер Делоне і художники-кубісти М. Г. Максі і Лайош Тихань. Як данину поваги до Тцари рок-виконавець Девід Бові запозичив його аксесуари і манірність під час низки публічних появ. 1996 року його зображення з'явилося на серії румунських марок, і того самого року пам'ятник зі сталі та бетону спорудили в Мойнешті. 
Кілька дадаїстських видань Тцари містили ілюстрації Пікабії, Янко і Ганса Арпа. У виданні Хустка хмар 1925 року наявні офорти Хуана Ґріса, а його пізні твори Parler seul, Le Signe de vie, De mémoire d'homme, Le Temps naissan та Le Fruit permis проілюстровані роботами, відповідно, Жуана Міро, Анрі Матісса, Пабло Пікассо, Неджада Девріма і Соні Делоне. Тцара став героєм однойменного документального фільму 1949 року данського режисера Єрґена Рооса, і кадри з нього посіли чільне місце в стрічці Les statues meurent aussi («Статуї теж вмирають») 1953 року, що була спільною роботою режисерів Кріса Маркера і Алена Рене.

### Посмертні суперечки
Багато тем полеміки, яка оточувала Тцару за життя, розвивалися і після смерті й визначають сучасні уявлення про його творчість. Суперечки щодо ролі Тцари як засновника дадаїзму розгорталися всередині кількох кіл і тривали ще довго після смерті письменника. Ріхтер, який обговорює тривалий конфлікт між Гюльзенбеком і Тцарою на ґрунті заснування дада, говорить про те, що рух роздирають «дрібні ревнощі». В Румунії під час подібних суперечок часто пропонували на роль засновника кандидатуру Урмуза, який писав свої авангардні тексти ще перед Першою світовою війною, а також обговорювали статус Тцари як комунікатора між Румунією та рештою Європи. Віня твердив, що саме Тцара винайшов Дада в Гирчені приблизно 1915 року і в такий спосіб намагався узаконити власне бачення модернізму, але водночас розглядав Урмуза як ігнорованого провісника радикального модерну, від дадаїзму до сюрреалізму. 1931 року молодий модерністський літературний критик Люсьєн Боз казав, що він частково поділяє погляд Віня на це питання, і вважає, що Тцара та Константін Бранкузі обидва винайшли свій власний авангард. Ежен Йонеско твердив, що «перед дадаїзмом був урмузіанізм», і після Другої Світової Війни прагнув популяризувати роботи Урмуза серед шанувальників дадаїзму. В літературних колах ходили чутки, що Тцара успішно саботував ініціативу Йонеско з публікації французького видання текстів Урмуза, нібито тому, що публіка могла б тоді поставити під сумнів його претензії на роль засновника цього авангардного експерименту в Румунії та світі (видання побачило друк 1965 року, через два роки після смерті Тцари).
Радикальніше порушує питання про вплив Тцари румунський есеїст Петре Пандря. У своєму щоденнику, опублікованому через довгий час після смерті Тцари, Пандря зобразив поета як пристосуванця, звинувативши того в адаптації стилю до політичних вимог, ухиленні від військової служби під час Першої світової війни та «люмпенпролетаріатстві». В цьому тексті, завершеному якраз після візиту Тцари до Румунії, Пандря твердить, що його засновницька роль всередині авангарду була «ілюзією […] яка роздулась подібно до багатобарвної повітряної кулі», і таврує його як «балканського постачальника одалісок про не свої справи, [разом] з наркотиками і якоюсь скандальною літературою». Пандря й сам був прихильником комунізму, однак розчарувався в ідеології й згодом став політичним в'язнем в комуністичній Румунії. Власна образа Віня, ймовірно, проявляється в його романі 1964 року Lunatecii, де Тцару можна ідентифікувати як «доктора Барбу», товстошкірого шарлатана.
Від 1960-х до 1989 року, після періоду, коли румунський комуністичний режим ігнорував або атакував авангардний рух, він прагнув повернути назад Тцару, для того, щоб закріпити свій нещодавно прийнятий наголос на націоналістичній та націонал-комуністичній доктринах. 1977 року історик літератури Едгар Папу, чиї спірні теорії були пов'язані з "протохронізмом, згідно з яким румуни були першими в різних галузях світової культури, назвав Тцару, Урмуза, Іонеско та Ісоу представниками «румунських ініціатив» та «прокладачами шляхів на універсальний рівень». Паул Чернат твердить, що елементи протохронізму в цій області можна прослідкувати до твердження Віня про те, що його друг саморуч створив у всьому світі авангардний рух на основі моделей, які вже були наявні вдома.

## Твори

### Журнали
- Cabaret Voltaire, Paris: Place, 1981; Repr. d. Ausg. Paris 1916—1920
- Dada: réimpression intégrale et dossier critique de la revue publiée de 1917 à 1922 par Tristan Tzara, hrg. von Michel Sanouillet, Nice: Centre du XXe siècle, 1983

### Зібрання творів
- Oeuvres complètes
  - Том 1: 1912—1924, Paris: Flammarion, 1975
  - Том 2: 1925—1933, Paris: Flammarion, 1977
  - Том 3: 1934—1946, Paris: Flammarion, 1979
  - Том 4: 1947—1963, Paris: Flammarion, 1980
  - Том 5: Les Écluses de la poésie, Paris: Flammarion, 1982
  - Том 6: Le secret de Villon, Paris: Flammarion, 1991

### Окремі видання
- La Première aventure céleste de Mr Antipyrine, перше видання 1916, перевидання: 2005, Éditions Dilecta.
- Vingt-cinq poèmes, 1918. перевидання: 2006, Éditions Dilecta.
- Cinéma calendrier du cœur abstrait maisons, перше видання 1920, перевидання. 2005, Éditions Dilecta.
- Le cœur à barbe, 1922.
- Sept manifestes Dada, перше видання 1924, перевидання: 2005, Éditions Dilecta.
- Mouchoir de nuages, 1924.Sélection, Anvers
- Sonia Delaunay, 1925.
- De nos oiseaux: poèmes, 1923.
- L'arbre des voyageurs, 1930.
- Essai sur la situation de la poésie, 1931
- L'homme approximatif, 1931.
- Où boivent les loups, 1932.
- L'antitête, 1933.
- Grains et issues, 1935.
- La main passe, 1935.
- Ramures, 1936.
- Sur le champ, 1937.
- La deuxième aventure céleste de M. Antipyrine, 1938.
- Midis gagnés, 1939.
- Ça va, 1944.
- Entre-temps, 1946.
- Le cœur à gaz, 1946.
- Terre sur terre, 1946.
- La fuite: poème dramatique en quatre actes et un épilogue, 1947.
- Le surréalisme et l'après-guerre, 1947.
- Le poids du monde, 1951.
- La face intérieure, 1953.
- À haute flamme, 1955.
- La bonne heure, 1955.
- Parler seul, 1955.
- Le fruit permis: poèmes, 1956.
- La Rose et le chien, 1958.
- Juste présent, 1961.
- Lampisteries, précédé de Sept manifestes Dada, 1963.
- 40 chansons et déchansons, 1972.
- Cinéma calendrier du cœur abstrait maisons, 2005.
- Découverte des arts dits primitifs, suivi de Poèmes nègres, Hazan, 2006.
- Sept Manifestes Dada, Lampisteries, Societé Nouvelle des Editions Pauvert, 1978, ISBN 2-7202-0131-6, dt. Sieben Dada Manifeste, Hamburg: Edition Nautilus, 4. erw. Auflage 1998, ISBN 3-89401-297-8

## Українські переклади
Поезії Трістана Тцари українською перекладали Олег Жупанський, Олександр Мокровольський та ін.